# Régiments d'infanterie français d'Ancien Régime (P)
Cet article présente la liste des régiments d'infanterie français d'Ancien Régime, commençant par la lettre P.

## P
- Régiment du Palais

Le régiment est levé le 29 mars 1638 par N. du Palais, dans le cadre de la guerre de Trente Ans. Il sert en Franche-Comté est licencié après la campagne.
- Régiment de Palliers

Le régiment est levé en février 1643 par N. de Palliers, dans le cadre de la guerre franco-espagnole. Il sert en Catalogne et est licencié en 1645.
- Régiment de Palluau (1645-1647)

Ce régiment est levé le 20 mai 1645 par Philippe de Clérambaut, comte de Palluau, dans le cadre de la guerre de Trente Ans. Il rejoint l'armée d'Allemagne, avec laquelle il participe à la bataille de Nördlingen en 1645. Il est affecté à l'armée d'Italie en 1646 et se trouve au siège d'Orbitello cette même année. Le 20 octobre 1647 le régiment de Palluau (1645-1647) et le régiment de Gassion (1647-1647) sont réunis en un seul corps de deux bataillons, qui prend le titre officiel de régiment de Palluau (1647-1665).
- Régiment de Palluau (1647-1665)

Ce régiment est formé avec les anciens régiment de Palluau (1645-1647) et régiment de Gassion (1647-1647) qui sont réunis, le 20 octobre 1647, en un seul corps de deux bataillons, sous le nom de « régiment de Palluau » et qui prend le nom de régiment de Sourches (1665-1675) le 24 avril 1665.
- Régiment de Pannat 

C'est un régiment protestant, formé dans le Vivarais en septembre 1568, dans le cadre de la troisième guerre de Religion, par N. de Castelpers vicomte de Pannat. Affecté à l'armée dite des Vicomtes il participe, en 1569, à la campagne de Poitou et est licencié le 8 août 1570 à la paix de Saint-Germain-en-Laye.
- Régiment de Pantoka 

Ce régiment wallon passe le 1er février 1707 de la solde de l'Espagne à celle de France. Sous le commandement du colonel N. Pantoka, il est engagé dans la guerre de Succession d'Espagne et il prend le nom de régiment de Billand après avoir été donné en 1709 à N. baron de Billand.
- Régiment de Paquiers

Ce régiment est levé le 6 mars 1597, dans le cadre la guerre franco-savoyarde, par Laurent d'Allemans, vicomte de Paquiers. Il sert en Savoie et est licencié 6 mai 1598 après la paix de Vervins.
- Régiment de Parabère (1568-1570) 

C'est un régiment protestant, formé en septembre 1568, dans le cadre de la troisième guerre de Religion, par Jean de Beaudéan de Parabère. Il sert en Guyenne et est licencié le 8 août 1570 à la paix de Saint-Germain-en-Laye.
- Régiment de Parabère (1587-1590) 

Ce régiment protestant est levé en avril 1587, dans le cadre de la huitième guerre de Religion, par Jean de Baudéan de Parabère. en 1587, le régiment participe à la bataille de Coutras et en 1588 aux prises de Niort et de Maillezais. En 1589 il se porte au secours de Tours puis en 1590 il participe à l'attaque des faubourgs de Paris et la reprise de Corbeil. Il est licencié en 1590.
- Régiment de Pardaillan (1567-1570) 

C'est un régiment protestant, levé en octobre 1567, en Guyenne, dans le cadre de la deuxième guerre de Religion, par Jacques de Ségur, baron de Pardaillan,. L'unité rejoint le prince, Louis Ier de Bourbon-Condé, après la bataille de Saint-Denis. En 1568, il participe au siège de Chartres et est licencié le 8 août 1570 à la paix de Saint-Germain-en-Laye.
- Régiment de Pardaillan (1592-1594)

Ce régiment est levé le 1er janvier 1592, dans le cadre la huitième guerre de Religion, par Pierre d'Escodeca, baron de Boësse-Pardaillan. Le régiment participe au siège de Rouen et est incorporé dans le régiment de Navarre le 22 mars 1594.
- Régiment de Paris

Ce régiment est levé sous ce titre le 10 février 1649 par Louis-Charles d'Albert duc de Luynes. Il participe au blocus de Paris et est licencié en mars 1649.
- Régiment du Passage

C'est l'ancien régiment de Maugiron (1630-1639), qui après avoir été donné à Aymard de Poisieux, marquis du Passage est renommé « régiment du Passage » le 1er juillet 1639. Il est présent au siège de Turin en 1640, au combat d'Ivrée et à la prise de Coni en 1641. Il passe à l'armée de Catalogne en 1642 et se trouve à la prise de Tortose. Il retourne à l'armée d'Italie en 1643 et participe à aux prises d'Asti et de Trino et à la prise de Santia en 1644. Affecté à l'armée d'Allemagne en 1645 il participe aux batailles de Mariendal et de Nordlingen, et aux prises d'Heilbronn et de Trèves, au siège d'Augsbourg en 1646, à la prise de Tubingen en 1647 et au combat de Zusmarhausen en 1648. Le régiment suit ensuite la fortune de Turenne en 1650 avec qui il est engagé aux combats et batailles de Bléneau, d'Étampes et du faubourg Saint-Antoine en 1652 aux prises de Vervins, de Rethel, de Mouzon et de Sainte-Ménéhould en 1653, au sièges de Stenay et de Le Quesnoy en 1654 à ceux de Landrecies et de Condé en 1655 puis à sa défense en 1656. Il est ensuite présent à la prise de Saint-Venant en 1657, à la bataille des Dunes, aux prises de Dunkerque, de Dixmude, de Gravelines, d'Audenaërde et d'Ypres en 1658. Il est licencié le 20 juillet 1660.
- Régiment de Pavillac

Ce régiment est levé en 1572 par N. de Pavillac pour la quatrième guerre de Religion. Il participe au siège de La Rochelle, ou son mestre de camp est tué, et par manque de moyens du Trésor royal le siège est levé et le régiment licencié le 24 juin 1573.
- Régiment de Payzac où régiment de Paysac, régiment de Paysat

C'est l'ancien régiment de Tournon (1702-1709), qui prend le nom de « régiment de Payzac » le 2 avril 1709 après avoir été donné à François Dumas, comte de Payzac (où Paysac, Paysat). Engagé dans la guerre de Succession d'Espagne, il est envoyé sur les lignes de la Lauter en 1710 et sur les Alpes de 1711 à 1713. Il est incorporé le 14 janvier 1714 dans le régiment du Dauphin.
- Régiment de Penthièvre

C'est l'ancien régiment de Toulouse (1684-1737), qui prend le titre de « régiment de Penthièvre » en 1737. Par ordonnance du 30 janvier 1778, la compagnie de grenadiers du bataillon de garnison du régiment forme le régiment des grenadiers royaux de la Normandie. Le « régiment de Penthièvre » est devenu depuis la Révolution le 78e régiment d'infanterie de ligne.

Régiment de Penthièvre
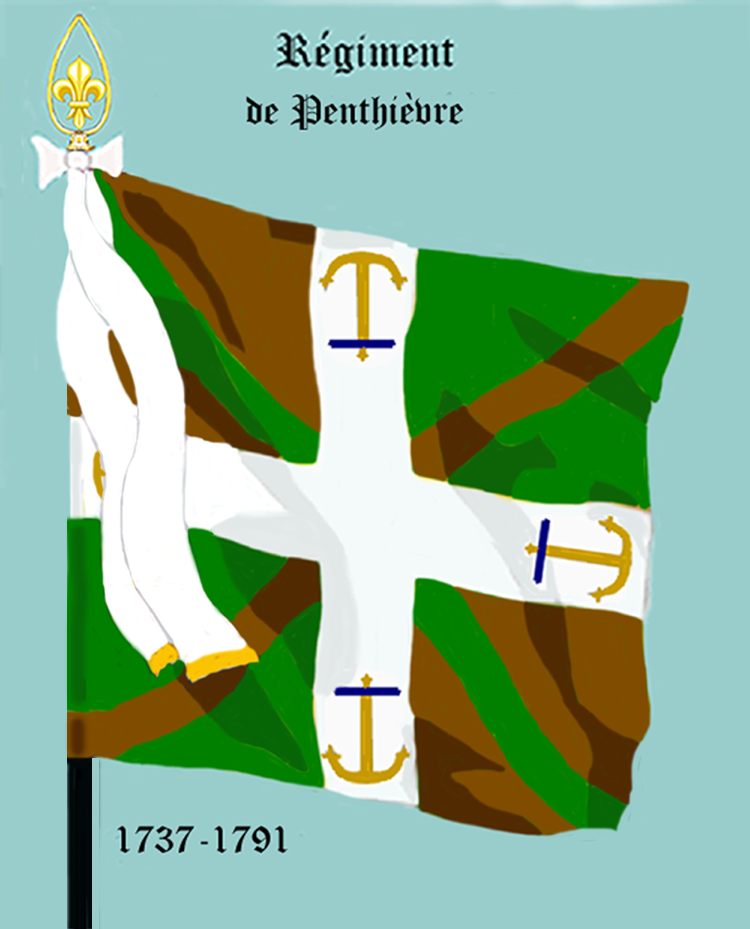
de 1737 à 1791

- Régiment de Perche (1635-1639)

C'est l'ancien régiment de Grancey, qui est renommé « régiment de Perche » le 8 décembre 1635 et qui reprend de nouveau le nom de régiment de Grancey en 1639.
- Régiment de Perche (1690-1744)

C'est l'ancien régiment de Soissons (1676-1690), qui prend décembre 1690, le nom de « régiment de Perche » après que Louis XIV, mécontent Louis-Thomas de Savoie, comte de Soissons, lui retire son régiment, et met celui-ci sur le pied ordinaire en lui donnant le titre de la province de Perche. Le 20 mars 1744 le « régiment de Perche » et le |régiment des Gardes-Lorraines sont réunis en un seul corps de deux bataillons, qui conserve le rang du « régiment de Perche » et qui prend le titre officiel de régiment des Gardes-Lorraines, que l'usage a transformé en celui de Gardes-Lorraines.

Régiment de Perche
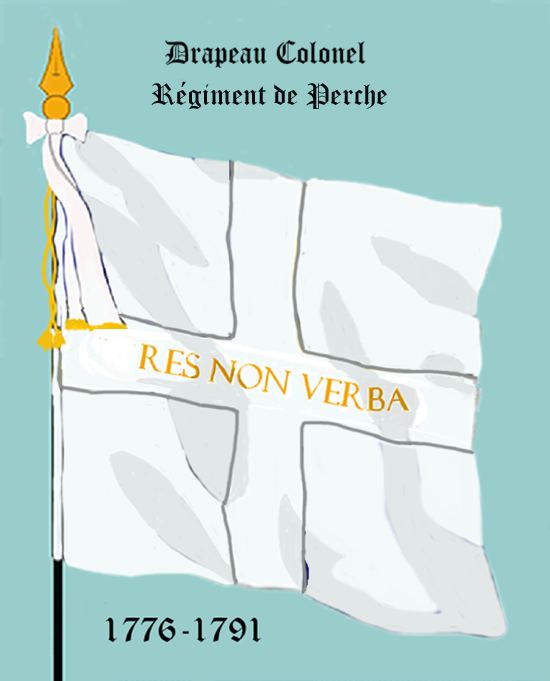
drapeau colonel
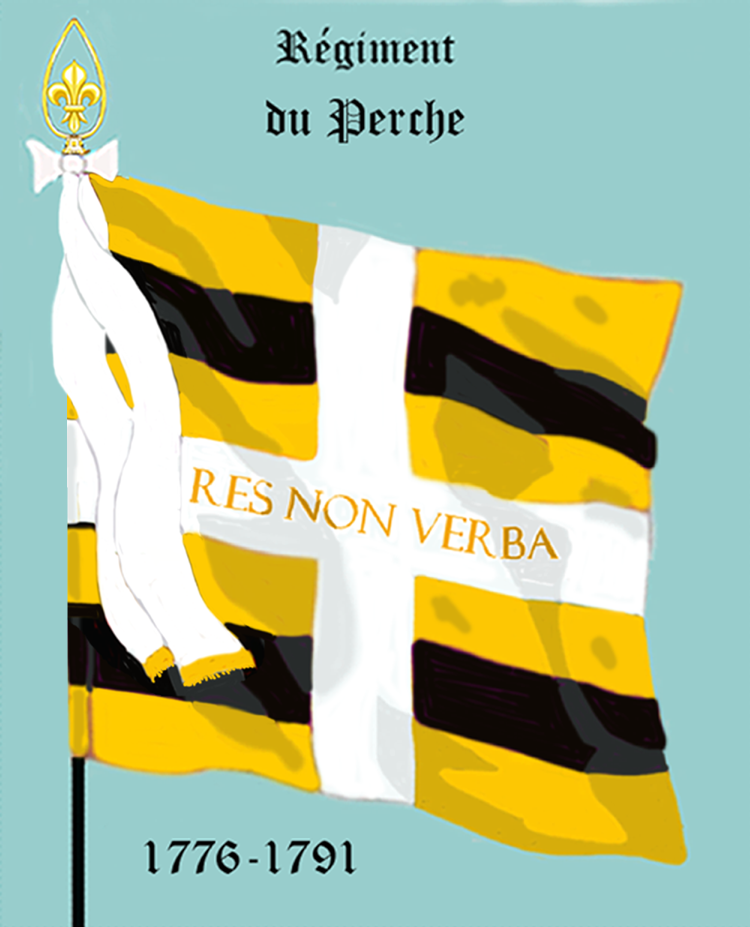
de 1776 à 1791

Le « régiment de Perche » est formé sous ce titre, par ordonnance royale du 26 avril 1775, avec les 2e et 4e bataillons du régiment du Dauphin. Par ordonnance du 30 janvier 1778, la compagnie de grenadiers du bataillon de garnison du régiment forme le régiment des grenadiers royaux de la Normandie. Le « régiment de Perche » est devenu depuis la Révolution le 30e régiment d'infanterie de ligne.
.
- Régiment de Perche
- drapeau colonel
- de 1776 à 1791

- Régiment de Périgord (1635-1636)

Ce régiment est levé sous ce titre, le 8 juillet 1635, par N. marquis de Biron dans le cadre de la guerre de Trente Ans. Il participe au siège de Corbie en 1636 puis il prend le nom de régiment de Rasilly après avoir été donné le 20 décembre 1636 à Charles, marquis de Rasilly.
- Régiment de Périgord (1684-1775)

Ce régiment est créé sous ce titre, le 7 septembre 1684. Un bataillon du régiment qui se trouvait aux Antilles est amalgamé, le 18 août 1772, avec des détachements des régiments de Bouillon, de Médoc, de Limousin et Royal-Vaisseaux pour former les régiments de la Martinique et de la Guadeloupe. Le 26 avril 1775, le régiment est porté à deux bataillons, en recevant l'incorporation du régiment de La Marche en prenant le nom de régiment de La Marche-Prince (1753-1775).

Régiment de Périgord (1684-1775)
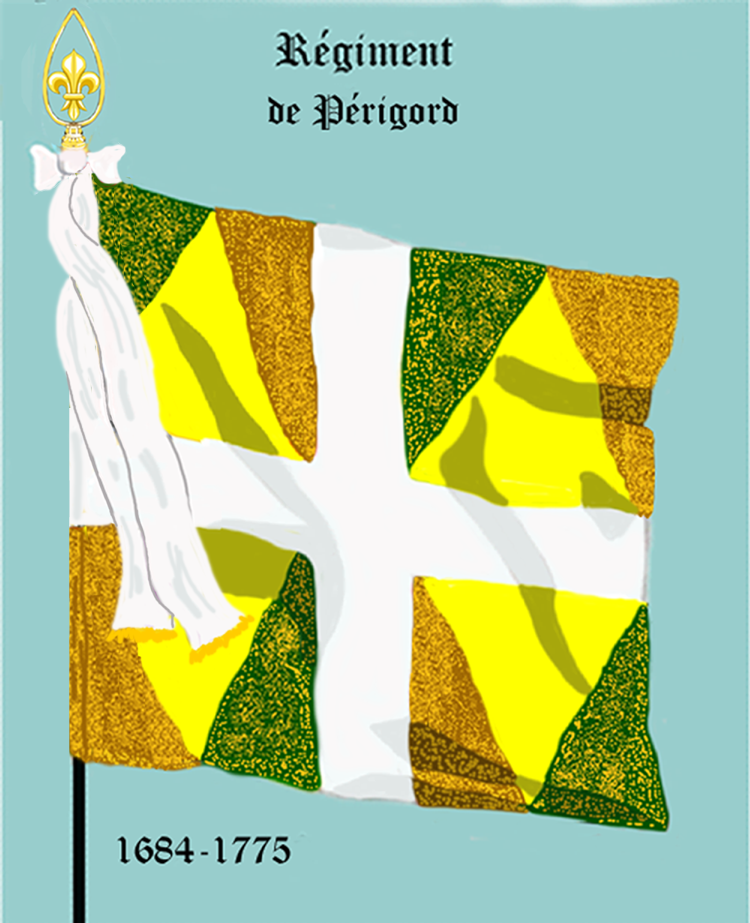
de 1684 à 1775

- Régiment de Périgueux (1650-1650)

Ce régiment est levé sous ce titre le 25 juin 1650. Affecté à l'armée de Guyenne, il est licencié après la campagne.
- Régiment de Périgueux (1690-1698)

Ce régiment est formé le 6 décembre 1690 des milices de Périgueux par Louis du Bouchet de Sourches, comte de Montsoreau. Engagé dans la guerre de la Ligue d'Augsbourg, il rejoint l'armée de Flandre et est donné le 24 février 1692 à François de Briqueville, marquis de La Luzerne et participe à la bataille de Neerwinden en 1693. Il est donné le 12 décembre 1693 à François-Louis d'Hautefort, comte de Marqueyssac avec lequel il se trouve au siège d'Ath en 1697. Il est licencié le 30 décembre 1698.
- Régiment de Périgueux (1771-1775)

C'est un régiment provincial qui est créé par ordonnance du 4 août 1771, en remplacement des milices provinciales. Ce régiment est formé des bataillons de Périgueux et de Neufchâtel sous le commandement du chevalier Augustin Louis de Talleyrand-Périgord, remplacé en 1773 par le marquis Antoine Charles Guillaume, marquis de La Roche-Aymon. Le régiment est supprimé par ordonnance du 15 décembre 1775 qui fait disparaître les troupes provinciales.
- Régiment de Permangle (1695-1698),

Ce régiment est créé le 5 décembre 1695 et formé le 23 décembre 1695 du bataillon de Bombelles du régiment de Champagne, pour Gabriel de Chouly de Permangle. Engagé dans la guerre de la Ligue d'Augsbourg, il sert à l'armée du Rhin. Il est réformé le 13 novembre 1698.
- Régiment de Permangle (1702-1708)

Ce régiment est levé le 3 septembre 1702 par Gabriel de Chouly de Permangle. Engagé dans la guerre de Succession d'Espagne, il sert d'abord entre la Moselle et le Rhin, puis il passe en Flandre en 1708, et se distingue à la défense de Lille. Il prend le nom de régiment de Maulmont après avoir été donné le 12 novembre 1708 à N. de Maulmont.
- Régiment de Perne

Le régiment est levé le 11 mars 1654 par N. de Perne. Affecté à l'armée de Piémont, il est licencié la même année.
- Régiment de Péronne

C'est un régiment provincial qui est créé par ordonnance du 4 août 1771, en remplacement des milices provinciales. Ce régiment est formé des bataillons d'Amiens, de Péronne et d'Abbeville sous le commandement du comte Gabriel Louis de Caulaincourt. Le régiment est supprimé par ordonnance du 15 décembre 1775 qui fait disparaître les troupes provinciales.
- Régiment de Perpignan

Ce régiment provincial est créé le 1er mai 1756 à deux bataillons de dix compagnies chacun, et trois bataillons séparés, forts ensemble de trente-six compagnies avec les milices du Roussillon, pour la garde des places de la frontière franco-espagnole.
- Régiment de Perraudière

Ce régiment est levé en mai 1585, par N. de Perraudière, dans le cadre de la huitième guerre de Religion. En 1585 il participe au combat d'Angers et est licencié la même année.
- Régiment de Perrault

Ce régiment est levé le 20 février 1647 par Jules-César de Fay, baron de Perrault, dans le cadre de la guerre franco-espagnole. Il participe au siège de la Bassée en 1647, au siège d'Ypres et à la bataille de Lens en 1648. Il est envoyé à l'armée de Catalogne en 1649 puis à l'armée d'Italie en 1653. Il est licencié en avril 1654.
- Régiment de Perrauts

Le régiment est levé le 7 juillet 1621 par Annibal de Perrauts, dans le cadre de la répression organisée contre les Huguenots. Il sert en Languedoc et est licencié le 14 février 1623. Rétabli le 11 août 1627 il est licencié en 1630.
- Régiment de Perri (1674-1682) 

Ce régiment corse est levé le 12 juin 1674 par N. Ferri. Il sert en Sicile jusqu'en 1678 et est incorporé le 10 août 1682 dans le régiment Royal-Roussillon.
- Régiment de Perri (1690-1715) 

Ce régiment corse est levé le 26 septembre 1690 par le marquis Jean-Baptiste Perri, noble génois. Il participe à la guerre de la Ligue d'Augsbourg dans l'armée de Flandre, et se trouve au siège de Mons en 1691, au siège de Namur, et à la bataille de Steinkerque en 1692, à la prise d'Huy, à la bataille de Neerwinden, et au siège de Charleroi en 1693, et au siège d'Ath en 1697. Pour la guerre de Succession d'Espagne, il est affecté à l'armée d'Allemagne en 1701, à l'armée de Bavière en 1703 et 1704. En 1705, il se trouve à la défense de Haguenau et parvient à s'échapper, l'épée à la main, en se retirant à Saverne, puis il participe à la reprise d'Haguenau en 1706, à la défense des lignes de la Lauter jusqu'en 1711, aux sièges de Landau et de Fribourg en 1713. Il est licencié le 28 janvier 1715.
- Régiment de Persan

C'est l'ancien régiment de Nangis (1636-1641), qui est renommé « régiment de Persan » après avoir été donné le 20 avril 1641 à François de Vaudelar, marquis de Persan. Dans le cadre de la guerre de Trente Ans, il se trouve à la bataille de la Marfée en 1641, à la bataille de Rocroi et au siège de Thionville en 1643, à la bataille de Fribourg, à la conquête du Palatinat en 1644, à la bataille de Nordlingen, à la prise de Trèves en 1645, et aux prises de Courtrai et de Dunkerque en 1646 avant de rejoindre l'armée de Catalogne en 1647. Il participe au siège d'Ypres, et à la bataille de Lens en 1648, au blocus de Paris, au combat de Charenton et au combat de Valenciennes en 1649. Il prend parti pour la Fronde et est réformé le 20 janvier 1650. Il est rétabli sous le nom de régiment de La Tour-Rauquelaure le 15 février 1651 après avoir été donné le 24 octobre de la même année à N. comte de La Tour-Rauquelaure.
- Régiment de Perthuis (1702-1708)

Ce régiment est levé le 10 décembre 1702 par N. de Perthuis. Engagé dans la guerre de Succession d'Espagne il sert dans l'armée du Rhin. Il prend le nom de régiment de Morogues après avoir été donné en 1708 à N. de Morogues.
- Régiment de Perthuis (1712-1714)

C'est l'ancien régiment de Ghistelles, qui est renommé « régiment de Perthuis » le 20 février 1712 après avoir été donné à N.de Perthuis. Engagé dans la guerre de Succession d'Espagne, il reste jusqu'à la paix dans les garnisons de Flandre. Il est licencié en 1714.
- Régiment de Peyregourde (1568-1569) 

C'est un régiment protestant, formé dans le Rouergue en septembre 1568, dans le cadre de la troisième guerre de Religion, par N. de Peyregourde. Affecté à l'armée dite des Vicomtes il est complètement détruit, le 25 octobre 1569 au combat de Mensignac durant laquelle son mestre de camp est également tué.
- Régiment de Peyregourde (1636-1639)

Ce régiment est levé le 6 mars 1636 par N. vicomte de Peyregourde, dans le cadre de la guerre de Trente Ans. Affecté à l'armée d'Italie, il combat à Buffalora (it) en 1636. Mis en garnison à Casal en 1639, il est licencié la même année.
- Régiment de Peyrela 

Ce régiment wallon passe le 1er février 1707 de la solde de l'Espagne à celle de France. Sous le commandement du colonel N. Peyrela, il est engagé dans la guerre de Succession d'Espagne et sert à l'armée de Flandre. Il prend le nom de régiment de Storff après avoir été donné en 1710 à N. de Storff.
- Régiment de Pézeux (1695-1698)

Ce régiment est formé le 24 décembre 1695 du 2e bataillon du régiment de Poitiers-Wallon (1688-1700) pour Clériadus de Pra-Balesseau, chevalier de Pézeux. Engagé dans la guerre de la Ligue d'Augsbourg, il sert dans l'armée de Flandre et participe au siège d'Ath en 1697. Il est réformé le 30 décembre 1698.
- Régiment de Pézeux (1701-1702)

Ce régiment est levé le 21 décembre 1701 par Clériadus de Pra-Balesseau, chevalier de Pézeux. Engagé dans la guerre de Succession d'Espagne, il sert dans l'armée d'Allemagne. Il prend le nom de régiment de Lafons de La Ferté après avoir été donné le 3 octobre 1702 à N. de Lafons de La Ferté.
- Régiment de Pfiffer (1562-1563) 

C'est l'ancien régiment de Tammann, qui est renommé « régiment de Pfiffer » après la mort de Gebhard Tammann tué le 19 décembre 1562. En 1563, son successeur Louis Pfiffer, de Lucerne, participe à la tête de son régiment aux sièges d'Orléans et du Havre avant d'être congédié le 16 novembre 1563.
- Régiment de Pfiffer (1567-1567) 

Ce régiment suisse est levé, par ordre du 21 juillet 1567, par Louis Pfifier de Lucerne. Le 5 août il est à Chalon-sur-Saône, le 19 septembre il se trouve à Château-Thierry, à Meaux le 27 septembre puis marche, le 29 septembre, sur Paris assiégée par les protestants avant de participer à la bataille de Saint-Denis. Après avoir protégé Charles IX d'une tentative d'enlèvement de la part des cavaliers protestants de Condé, le roi de France leur donne le nom de Garde Suisse du Roi.
- Régiment de Pfiffer (1657-1659) 

Ce régiment suisse est amené en juin 1657 par Jost Pfiffer de Wyher, de Lucerne. Affecté à l'armée de Picardie il est licencié le 12 décembre 1659.
- Régiment de Pfiffer (1672-1689) 

Ce régiment est levé le 17 février 1672 par François Pfiffer de Wyher. Il prend le nom de régiment de Hessy le 20 décembre 1689.

Régiment de Pfiffer (1672-1689)
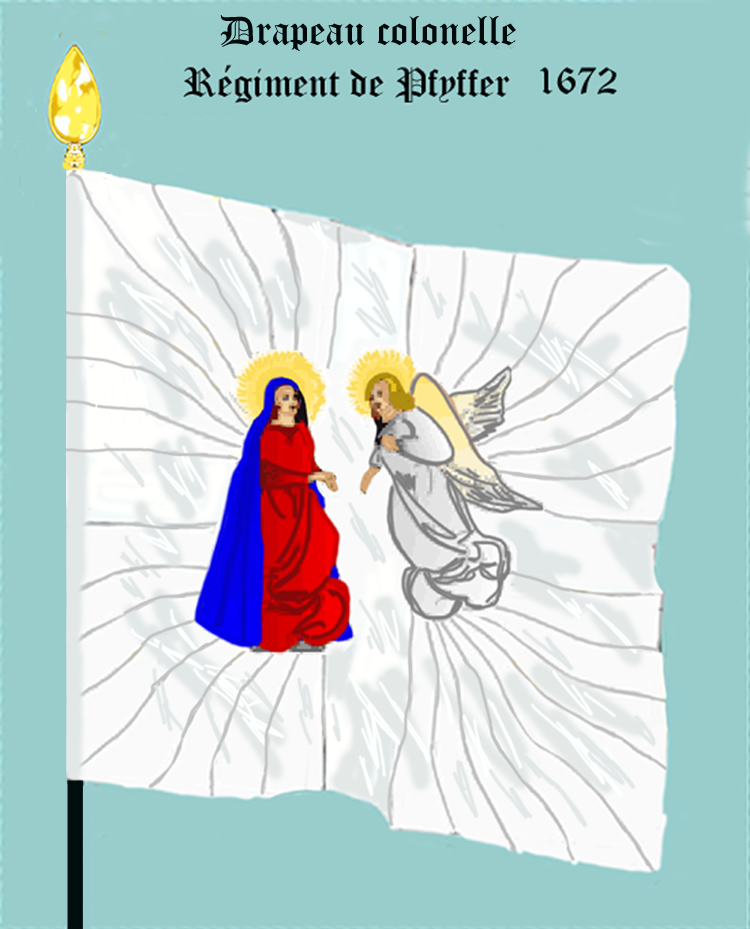
drapeau Colonel de 1672 à 1689 (avers)
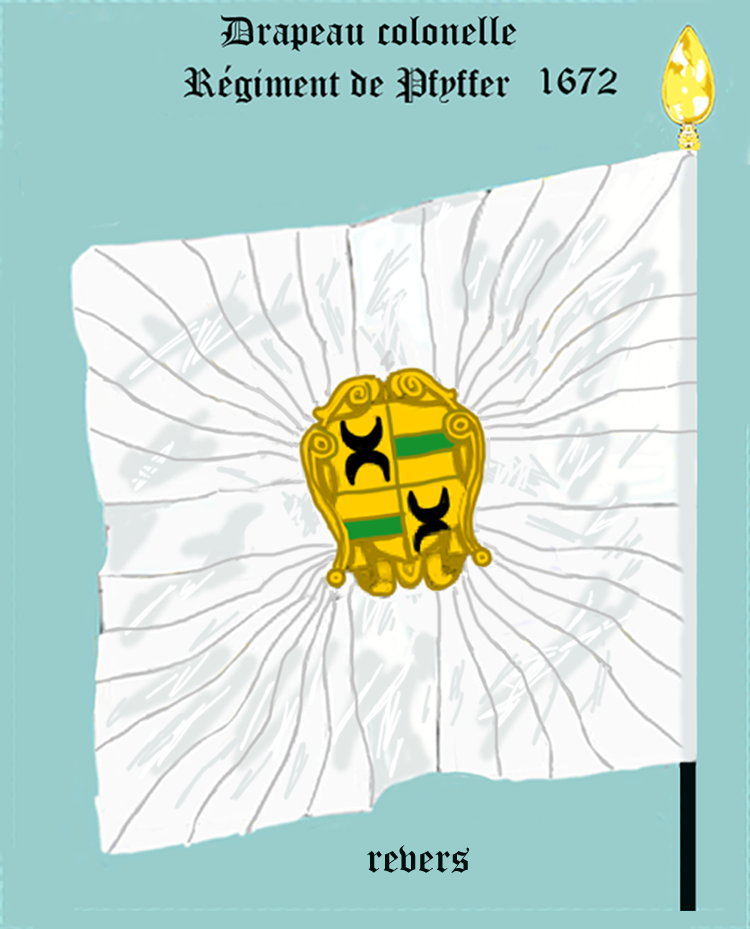
drapeau Colonel de 1672 à 1689 (revers)

- Régiment de Pfiffer (1702-1715) 

Ce régiment suisse est levé le 15 septembre 1702 par Louis Pfiffer de Wyher dans le cadre de la guerre de Succession d'Espagne. Attaché à l'armée de Flandre il participe à la bataille d'Ekeren, en 1703, à la bataille de Ramilies en 1706 avant d'être envoyé pour la défense de la Provence en 1707. Réaffecté à l'armée de Flandre en 1708 il se trouve cette année là à la bataille d'Audenarde, à la défense de Lille puis en 1709 à la défense de Tournai (en). En 1711, il se trouve à la bataille d'Arleux et en 1712 à la bataille de Denain et aux sièges de Douai, du Quesnoy et de Bouchain en 1712. Il participe en 1713 au siège de Landau et est licencié 11 février 1715 après les traités d'Utrecht.
- Régiment de Pfiffer (1763-1768) 

C'est l'ancien régiment de Reding (1756-1763), qui est renommé « régiment de Pfiffer » le 1er juillet 1763 et qui prend le nom de régiment de Sonnenberg le 26 décembre 1768.

Régiment de Pfiffer (1763-1768)
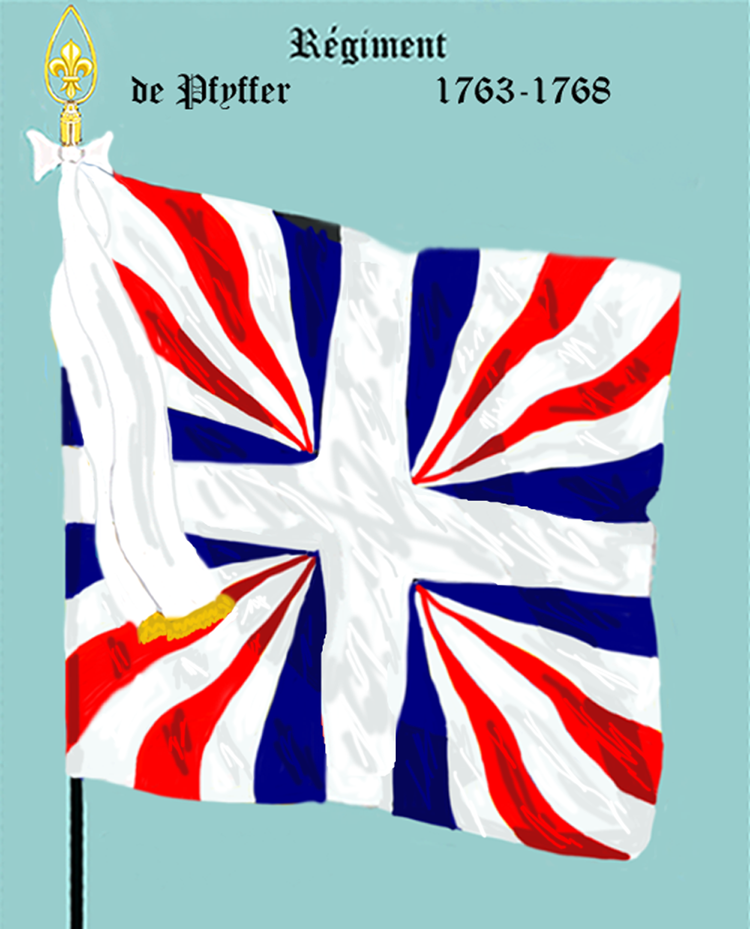
de 1763 à 1768

- Régiment de Phalsbourg (1596-1598) 

C'est l'ancien régiment de Lorraine, qui après avoir fait sa soumission en 1596, est renommé « régiment de Phalsbourg » du nom de son mestre de camp, le prince de Phalsbourg. Il est licencié le 6 mars 1598, après la paix de Vervins qui met fin à la huitième guerre de Religion.
- Régiment de Phalsbourg (1629-1632)

C'est l'ancien régiment de Joinville, qui est renommé « régiment de Phalsbourg » en 1629 et qui prend le nom de régiment de Chamblay en 1632.
- Régiment de Pibrac

Le régiment est levé le 7 juillet 1621 par N. du Faur baron de Pibrac, dans le cadre de la répression organisée contre les Huguenots. Il sert en Guyenne et est licencié le 14 février 1623.
- Régiment de Picard 

C'est un régiment ligueur, formé en janvier 1589, dans le cadre de la huitième guerre de Religion, par le chevalier Picard. En 1589, il participe à la défense de Paris et en 1590 aux défenses d'Argentan et du château de Caen. En 1591 et 1592, il est engagé dans la défense de Rouen durant lequel le mestre de camp, le chevalier Picard, est tué le 2 février 1592. Il est remplacé par le capitaine Péricaud de La Lande et le régiment en licencié après la levée du siège.
- Bandes de Picardie

Voir à Bandes
- Légion de Picardie

Elle est formée par ordonnance du 24 juillet 1534 avec les anciens francs-archers de la province de Picardie et disparait après 1570.
- Régiment de Picardie (1776-1780)

Ce régiment est formé, en 1776, avec les 2e et 4e bataillons du régiment de Picardie. Par ordonnance du 30 janvier 1778, la compagnie de grenadiers du bataillon de garnison du régiment forme le régiment des grenadiers royaux de la Picardie. En 1778, il reçoit le bataillon provincial d'Amiens. Il garde le nom de « régiment de Picardie » de 1776 à 1780, ou il prend le nom de régiment Colonel-Général.

Régiment de Picardie
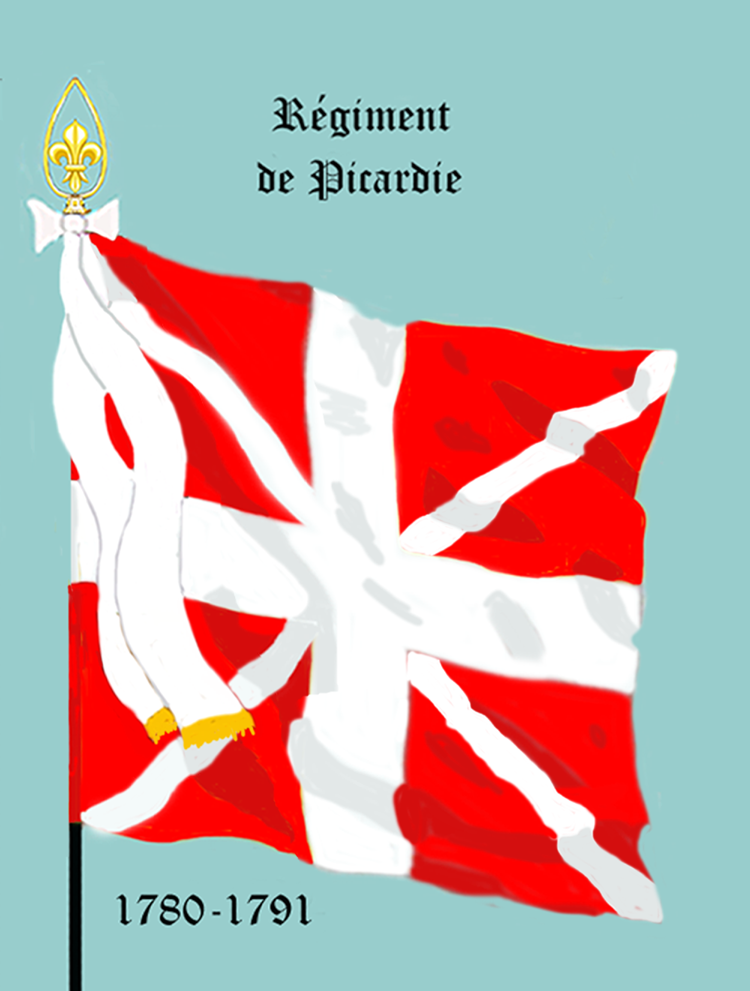
de 1780 à 1791

C'est l'ancien régiment de Sérillac, qui prend le titre de « régiment de Picardie » en 1585. Le 1er septembre 1684 la compagnie d'Iverny est tirée du régiment de Picardie pour former le noyau]du régiment de Flandre. Le 3 septembre 1684, le bataillon de Garanné du « régiment de Picardie » forme le noyau du Régiment de Béarn (1684-1762). Le 17 septembre 1684, le régiment de Nivernais (1684-1753) est formé avec des compagnies du « régiment de Picardie ». Le 18 septembre 1684, le Régiment de Brie (1684-1762) est formé avec des compagnies du « régiment de Picardie ». Le 4 octobre 1692 un bataillon du « régiment de Picardie » forme le régiment de Blaisois. Le 23 décembre 1695 le bataillon de Beausire du « régiment de Picardie » forme le régiment de Serville. Le 23 décembre 1695 le bataillon de Nollet du « régiment de Picardie » forme le régiment de Sézanne. Le 23 décembre 1695 le bataillon de Boisrargues du « régiment de Picardie » forme le régiment du Chevalier de Damas. Le 18 novembre 1698 il reçoit l'incorporation du régiment d'Enonville (où régiment Denonville). Le 31 décembre 1713 il reçoit l'incorporation du régiment de Villemort. Le 7 octobre 1714 il reçoit l'incorporation du régiment de Chalmazel. Le 24 janvier 1715 il reçoit l'incorporation du régiment de Saint-Germain-Beaupré. En 1776, le « régiment de Picardie » est partagé en deux régiments : Le premier régiment, formé avec les 2e et 4e bataillons qui garde le nom de régiment de Picardie (1776-1780) de 1776 à 1780, avant de prendre le nom de régiment Colonel-Général en 1780. Le deuxième régiment qui est composé des 1er et 3e bataillons, prend le titre de régiment de Provence (1776-1780) de 1776 à 1780, avant de reprendre le nom de « régiment de Picardie » en 1780. Ce « régiment de Picardie » est devenu depuis la Révolution le 2e régiment d'infanterie de ligne.
- Régiment de Picardie
- de 1780 à 1791

- Bandes de Piémont

Voir à Bandes
- Régiment de Piémont

C'est l'ancien régiment de Brissac (1569-1585), qui est renommé « régiment de Piémont » en 1585. Le 24 juillet 1641 il est renforcé par l'incorporation du régiment de Beauce (1635-1641). Le 28 août 1684 2 compagnies du « régiment de Piémont » sont tirées pour permettre de former le régiment Royal-Bombardiers. Le 11 septembre 1684, le 3e bataillon du « régiment de Piémont » forme le Régiment de Cambrésis (1684-1775). Le 23 décembre 1695 du bataillon de Laroque du « régiment de Piémont » forme le régiment du Biez (1695-1698). Le 20 septembre 1714 il reçoit l'incorporation du régiment de Nuaillé. Par ordonnance royale du 25 mars 1776, les 1er et 3e bataillons du régiment forment le régiment de Blaisois. Par ordonnance du 30 janvier 1778, une compagnie du régiment forme le régiment des grenadiers royaux du Languedoc (1778-1789). Le « régiment de Piémont » est devenu depuis la Révolution le 3e régiment d'infanterie de ligne.

Régiment de Piémont
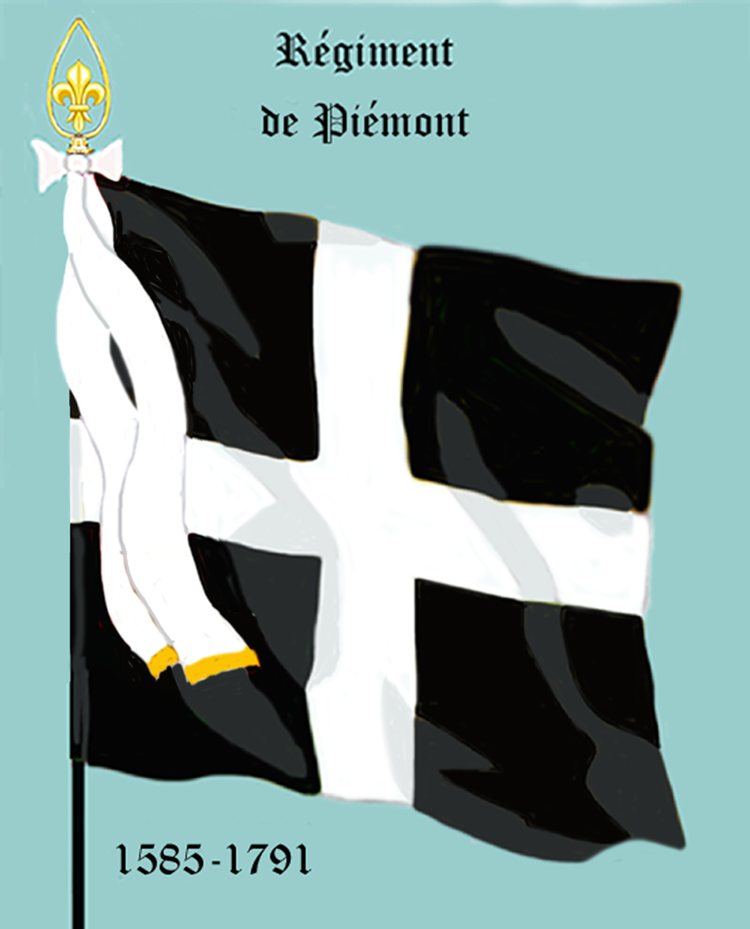
de 1585 à 1791

- Régiment de Piennes

Le régiment est levé le 17 février 1648 par Antoine de Brouilly, marquis de Piennes,, pour tenir garnison à Ardres. Il prend le nom de régiment de Rouville après avoir été donné le 27 janvier 1651 à Henri-Louis, marquis de Rouville.
- Régiment de Pierrefonds

Le régiment est levé le 20 juin 1637 par N. de Pierrefonds. Il sert en Picardie et est licencié la même année.
- Régiment de Piettemont 

Ce régiment wallon est levé le 22 février 1677 par N. de Piettemont dans le cadre de la guerre de Hollande. Il participe à la bataille de Cassel, durant laquelle le colonel y est tué. Il prend le nom de régiment de Famechon après avoir été donné le 1er novembre 1677 à Ignace de Belvalet, comte de Famechon.
- Régiment de Piffonel

C'est l'ancien régiment de Gensac (1702-1711), qui est renommé « régiment de Piffonel » après avoir été donné en mars 1711 à N. de Piffonel. Il est licencié en 1714.
- Régiment de Piles (1567-1570) 

C'est un régiment protestant, levé en octobre 1567, dans le cadre de la deuxième guerre de Religion, par Armand de Clermont, baron de Piles, et formé de vieux soldats périgourdins et gascons. L'unité rejoint le prince, Louis Ier de Bourbon-Condé, après la bataille de Saint-Denis. En 1568, il accompagne, la reine de Navarre, Jeanne d'Albret, à Eymet et La Rochelle puis participe au siège de Chartres. En 1569, le régiment de Piles se trouve à la bataille de Jarnac, au combat de La Roche-l'Abeille, au siège de Poitiers, à la bataille de Moncontour, et à la défense de Saint-Jean d'Angély. Le régiment est licencié 8 août 1570 à la paix de Saint-Germain-en-Laye.
- Régiment de Piles (1592-1592)

Ce régiment est levé le 1er janvier 1592 dans le cadre la huitième guerre de Religion, par N. de Clermont, baron de Piles. Le régiment participe à la défense de Rouen et est licencié la même année.
- Régiment de Piles (1630-1636)

Ce régiment est levé le 27 mars 1630, dans le cadre la guerre de Succession de Mantoue, par Pierre Paul de Fortia, baron de Piles. En 1630, il participe aux combats de Veillane et du pont de Carignan puis il est réformé le 11 janvier 1631. Rétabli le 16 août 1632, il sert en Languedoc et est réformé la même année. Rétabli le 16 février 1635 il est affecté à l'armée d'Italie et est engagé au siège de Valenza puis licencié le 22 juin 1636.
- Régiment de Piquigny

C'est l'ancien régiment de Montfort, qui est renommé « régiment de Piquigny » le 6 décembre 1721 après avoir été donné à Charles-François d'Albert d'Ailly, duc de Piquigny. Il se trouve au camp de la Sambre en 1727 et il prend le nom de régiment de Rosnyvinen après avoir été donné le 15 mai 1733, au commencement de la guerre de Succession de Pologne, à Joachim-Amaury-Gaston, marquis de Rosnyvinen.

Régiment de Piquigny
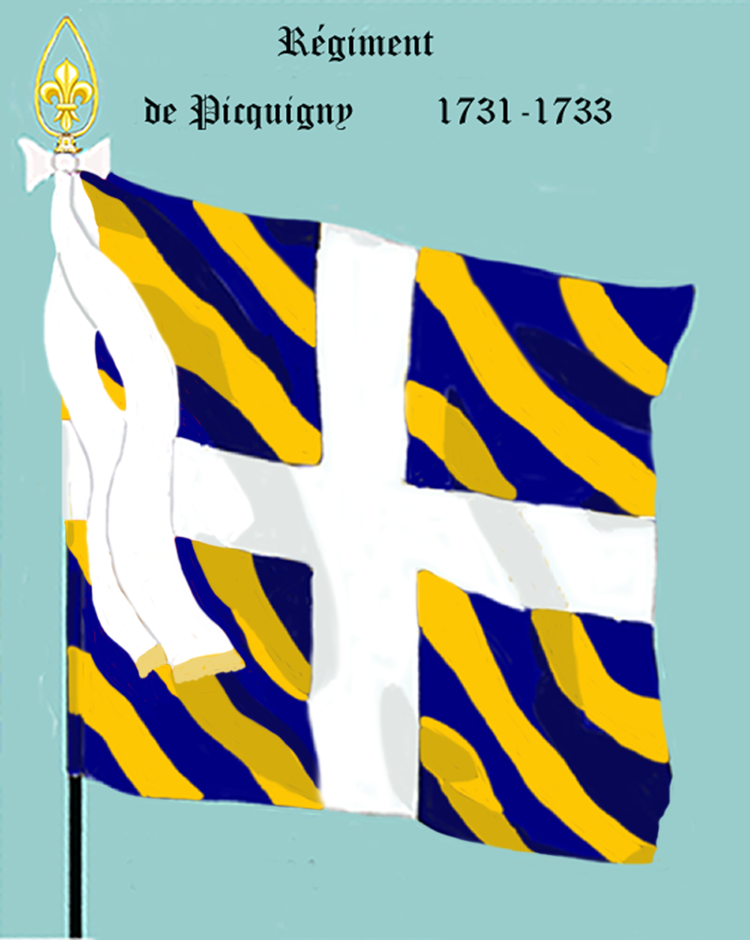
de 1721 à 1733

- Régiment de Pisançon

Le régiment est levé le 3 décembre 1702 par N. de Pisançon. Engagé dans la guerre de Succession d'Espagne il sert dans l'armée d'Italie jusqu'en 1706. Il prend le nom de régiment de La Villemeneust en 1707 après avoir été donné à N. de Lesquen de La Villemeneust.

Régiment de Planta
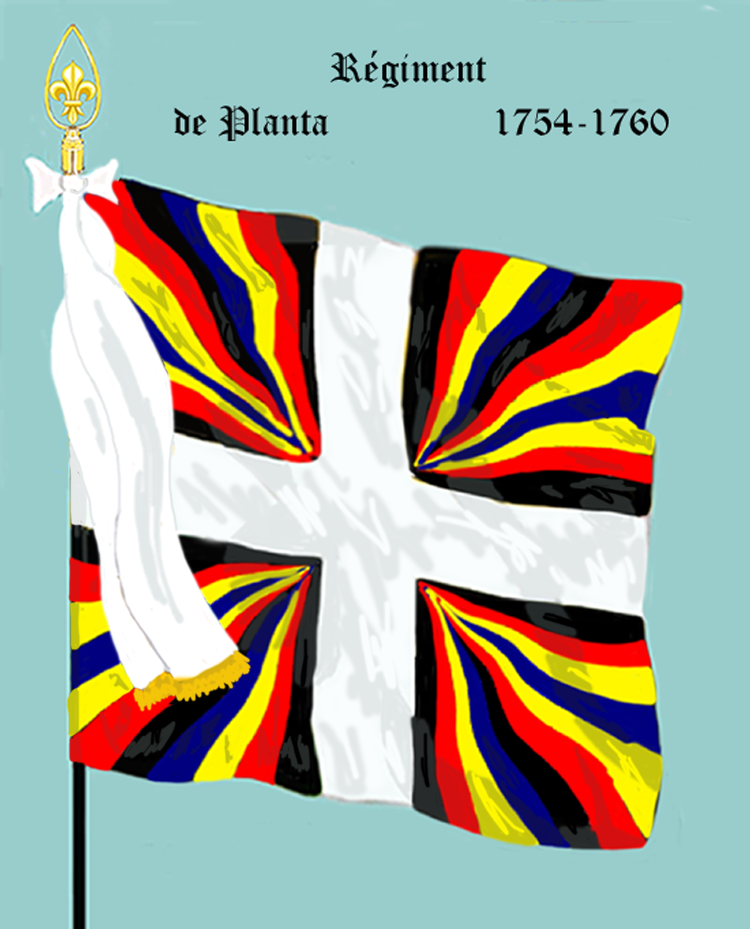
de 1754 à 1760

C'est l'ancien régiment de Grand-Villard, qui est renommé « régiment de Planta » le 20 janvier 1754 et qui prend le nom de régiment d'Arbonnier le 10 août 1760.
- Régiment de Planta
- de 1754 à 1760

- Régiment de Plassac 

Ce régiment est levé en 1585 par N. de Plassac pour la huitième guerre de Religion. En 1586, il participe au siège de Soubise et est licencié en 1587.
- Régiment de Platner 

Ce régiment polonais, sous le commandement du colonel N. Platner, est admis au service de France le 27 février 1646. Dans le cadre de la guerre de Trente Ans, il participe au siège de Dunkerque en 1646, au siège de Dixmude en 1647, au siège d'Ypres, à la bataille de Lens en 1648, au blocus de Paris, aux sièges de Cambrai et de Condé en 1649, au secours de Guise, au siège et bataille de Rethel en 1650, aux batailles de Bléneau, d'Étampes et du faubourg Saint-Antoine en 1652. Il rejoint l'armée de Flandre en 1653 et il est licencié en 1654. La charge de colonel-général de l'infanterie polonaise, créée le 14 avril 1648 et supprimée en 1654, a été occupée par Jean Wladislas, prince Radziwill.
- Régiment de Plausy

Le régiment est levé le 20 mars 1635 par N. baron de Plausy, dans le cadre de la guerre de Trente Ans. Il sert en Lorraine puis il est licencié le 22 juin 1636.
- Régiment de Plessis-Bellière

C'est l'ancien régiment d'Huxelles (1673-1675), qui est renommé « régiment de Plessis-Bellière » le 22 janvier 1675 et qui prend le nom de régiment de Montsoreau (1692-1704) le 24 février 1692.

Régiment de Plessis-Bellière
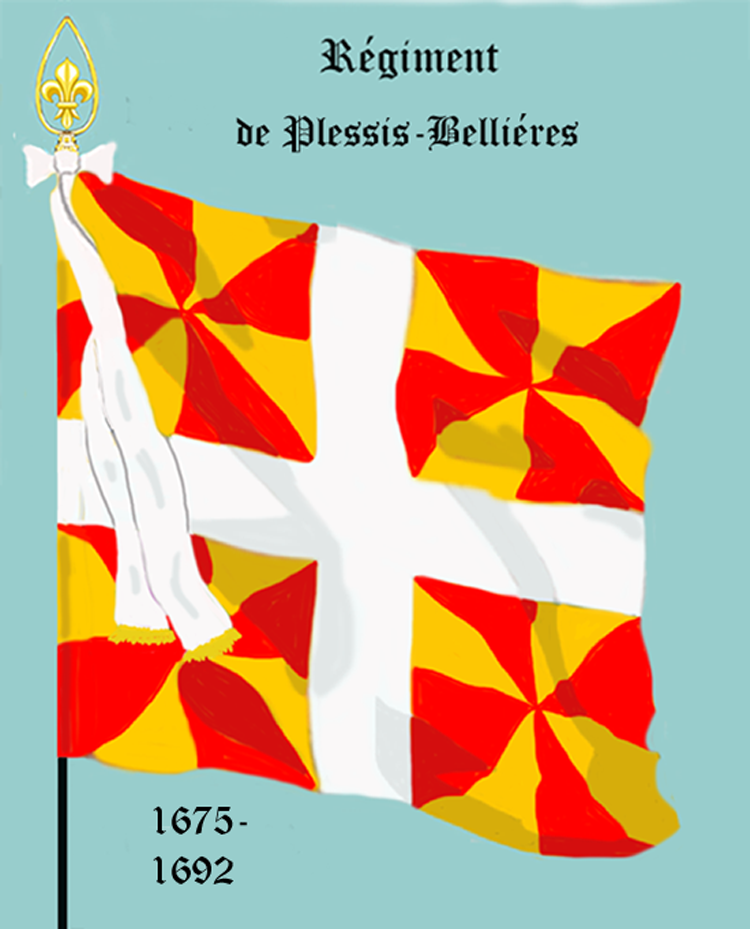
de 1675 à 1692

Régiment de Plessis-Joigny
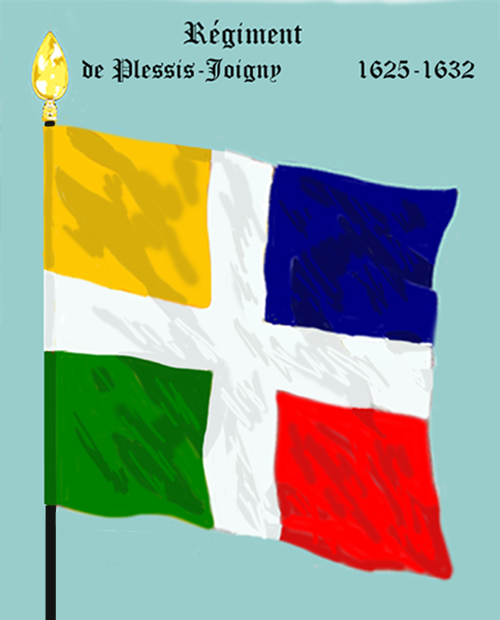
de 1625 à 1632

Le régiment est levé 17 janvier 1625 par Timoléon de Congressans, baron du Plessis-Joigny. Il prend le nom de régiment de Sainte-Offange après avoir été donné à Philippe de La Poeze, baron de Sainte-Offange en octobre 1632.
- Régiment de Plessis-Joigny
- de 1625 à 1632

- Régiment de Plessis-Praslin

C'est l'ancien régiment de Joinville, qui est renommé « régiment de Plessis-Praslin » en 1627 et qui prend le nom de régiment d'Hôtel en 1643 puis de reprendre le nom de « régiment de Plessis-Praslin » en 1650 et qui prend le titre de |régiment de Poitou en 1682.

Régiment de Plessis-Praslin
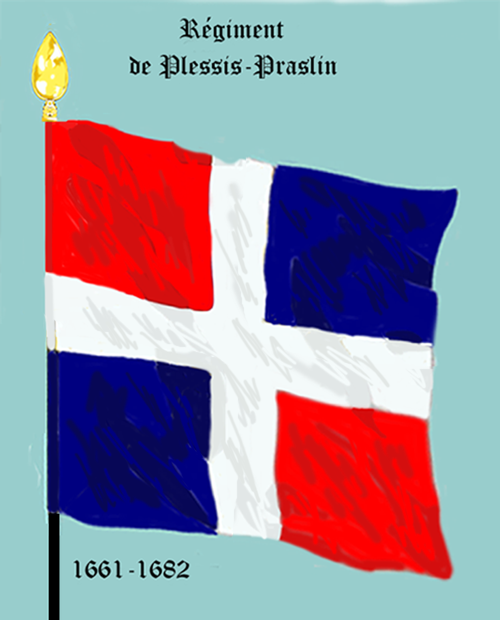
de 1624 à 1643 et de 1650 à 1682

- Régiment de Poitou (1636-1665)

Le régiment est levé sous ce titre, le 1er août 1636, par Léon du Chaslelier-Barlot dans le cadre de la guerre de Trente Ans. Il participe au secours de Corbie en 1636, et à la défense de Guise en 1638 puis il est mis en garnison au Câteau-Cambrésis en 1639, puis il est envoyé à l'armée de Roussillon avec laquelle il prend part au secours de Salces avant de partir pour le Piémont en 1640, en Lorraine en 1641 ou il participe au siège de Dieuze. Il retourne en Catalogne en 1642 et assiste à la bataille de Lérida et au siège de Roses en 1645. Il rentre de Catalogne en 1649 et est envoyé à La Bassée. Il fait la campagne de 1652 en Guyenne, celle de 1653 en Roussillon et participe à l'expédition de Naples en 1654. Il est de retour en Catalogne en 1655 qu'il quitte en 1659. Il participe à la répression des troubles de Montauban en 1661 et passe en 1665 au service de la compagnie des Indes-Occidentales, et recrute les flibustiers.
- Régiment de Poitiers (1688-1700) également appelé régiment de Poitiers-Wallon

Ce régiment wallon est levé le 24 octobre 1688, par Frédéric Léonor, comte de Poitiers. Engagé dans la guerre de la Ligue d'Augsbourg, il sert jusqu'en 1692 sur les côtes de Normandie puis rejoint l'armée d'Italie, avec laquelle il se trouve à la bataille de La Marsaille en 1693, à la défense de la Provence en 1694, à l'armée de Catalogne, et au secours de Palamos en 1695. Le 24 décembre 1695 le 2e bataillon du « régiment de Poitiers-Wallon » forme le régiment de Pézeux. Le « régiment de Poitiers-Wallon » rejoint l'armée du Rhin en 1696 et 1697. Il prend le nom de régiment de Croÿ-Solre après avoir été donné le 25 juillet 1700, à Albert-François, chevalier de Croÿ-Solre.
- Régiment de Poitiers (1771-1775)

C'est un régiment provincial qui est créé par ordonnance du 4 août 1771, en remplacement des milices provinciales. Ce régiment est formé des bataillons de Poitiers, Saint-Maixent et de Fontenay sous le commandement du marquis Claude Anne de Saint-Simon-Maubleru, remplacé le 29 juin 1775 par le marquis Louis Henri, marquis de Campenne. Le régiment est supprimé par ordonnance du 15 décembre 1775 qui fait disparaître les troupes provinciales.
- Régiment de Poitou

C'est l'ancien régiment de Plessis-Praslin, qui prend le titre de « régiment de Poitou » en 1682. Le 17 janvier 1714, il reçoit l'incorporation du régiment de Marloup de Charnailles. Le 10 décembre 1762 il reçoit l'incorporation du régiment de Saint-Mauris. Par ordonnance royale du 26 avril 1775, les 2e et 4e bataillons du régiment forment le régiment de Bresse. Par ordonnance du 30 janvier 1778, une compagnie du régiment forme le régiment des grenadiers royaux de l'Orléanais (1778-1789). Le « régiment de Poitou » est devenu depuis la Révolution le 25e régiment d'infanterie de ligne.

Régiment de Poitou
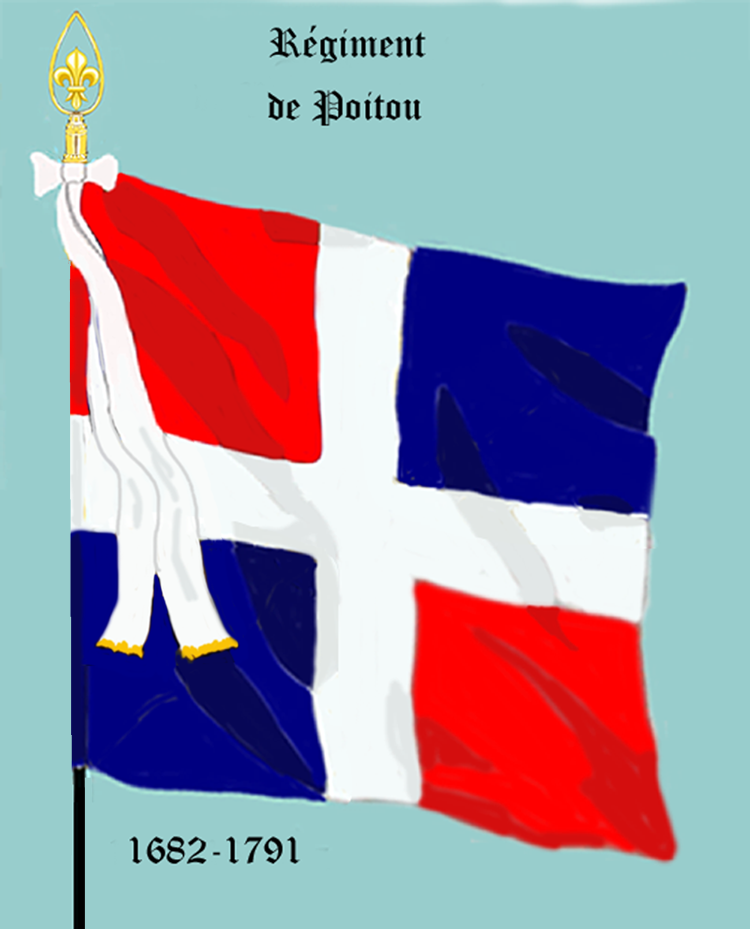
de 1682 à 1791

- Régiment de Poitrincourt 

C'est un régiment ligueur, levé en 1590, dans le cadre la huitième guerre de Religion, par N. de Poitrincourt. En 1590 le régiment participe à la défense de Paris. En 1592 le régiment est affecté à l'armée du duc de Mayenne et est licencié à la fin de la campagne.
- Régiment de Polier 

C'est l'ancien régiment d'Oberkampf, qui prend le nom de « régiment de Polier » en février 1690 après avoir été cédé immédiatement à Jean Polier, de Berne. Il prend le nom de régiment de Schellemberg après avoir été donné le 6 novembre 1690 à Jacques de Schellemberg.
- Régiment de Polignac

Ce régiment est levé le 9 août 1636 par N. de Polignac dans le cadre de la guerre de Trente Ans. Il participe à la reprise de Corbie, puis il sert en Franche-Comté en 1637, se trouve au siège de Bletterans avant de passer à l'armée de Roussillon en 1639, avec laquelle il est envoyé au secours de Salces puis aux sièges de Collioure et de Perpignan en 1642. Le régiment est licencié après cette campagne.
- Régiment de Pompadour (1568-1569)

C'est un régiment, formé en novembre 1568, dans le cadre de la troisième guerre de Religion, par Louis vicomte de Pompadour, qui est tué en 1569 au siège de Mussidan et le régiment se disperse.
- Régiment de Pompadour (1619-1631)

Ce régiment est levé 26 février 1619 par Léonard Philibert, vicomte de Pompadour. Réformé le 2 juin 1619, il est rétabli le 5 juillet 1620 et se trouve engagé dans l'attaque des Ponts-de-Cé. De nouveau réformé le 14 février 1623, il est à nouveau rétabli le 21 septembre 1627, pendant les rébellions huguenotes, et participe au siège de la Rochelle et à la campagne de Savoie en 1629 et 1630. Il est licencié le 31 mars 1631.
- Régiment de Pondichéry

Ce régiment colonial est organisé sous ce titre le 1er octobre 1773 avec une partie de la légion de l'Ile-de-France qui se trouvait à Pondichéry sous les ordres de Pierre Jean Baptiste François Xavier Legardeur de Repentigny. Il est engagé dans la guerre d'indépendance des États-Unis et participe à la campagne des Indes de 1778 à 1783. Le « régiment de Pondichéry » est devenu depuis la Révolution le 107e régiment d'infanterie de ligne.
- Régiment de Pons (1695-1698)

Ce régiment est levé le 5 novembre 1695 par N. chevalier de Pons. Engagé dans la guerre de la Ligue d'Augsbourg, il sert dans l'armée de Flandre. Il est réformé le 30 décembre 1698, après le traité de Ryswick.

Régiment de Pons (1718-1735)
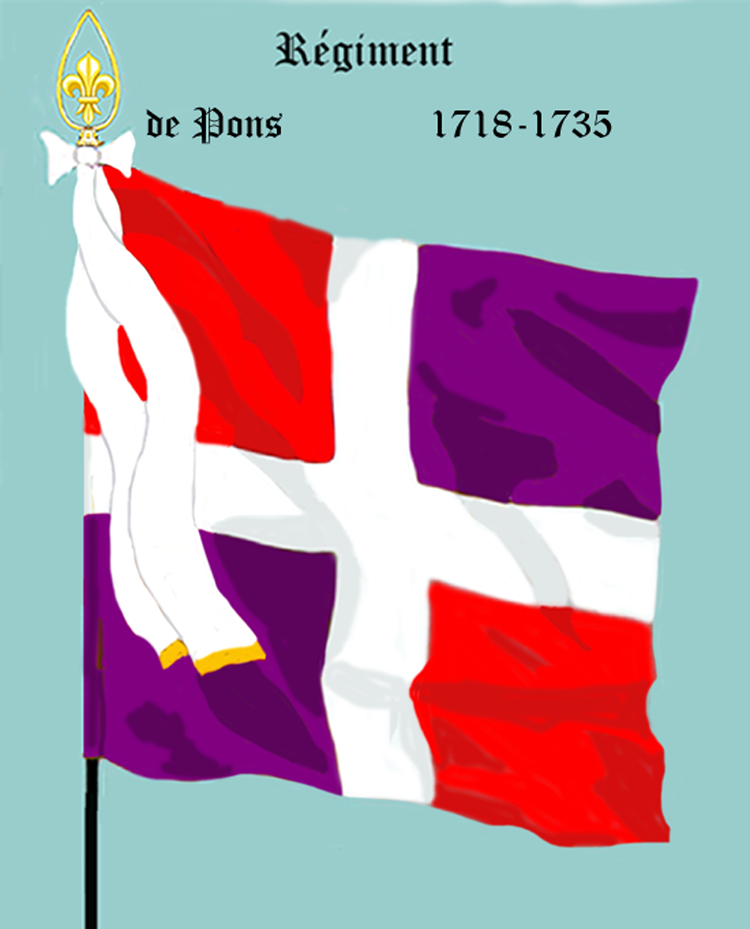
de 1718 à 1735

C'est l'ancien régiment de Boufflers-Rémiancourt, qui est renommé « régiment de Pons » en 1718 et qui prend le nom de régiment de Marsan en 1735.
- Régiment de Pons (1718-1735)
- de 1718 à 1735

- Régiment de Pont-Audemer

C'est un régiment provincial qui est créé par ordonnance du 4 août 1771, en remplacement des milices provinciales. Ce régiment est formé des bataillons de Pont-Audemer et de Neufchâtel sous le commandement du comte de Coeli, remplacé en 1773 par le comte de Montsorreau. Le régiment est supprimé par ordonnance du 15 décembre 1775 qui fait disparaître les troupes provinciales.
- Régiment du Pont-du-Château

Le régiment est levé le 4 février 1706 par N., marquis du Pont du Château. Engagé dans la guerre de Succession d'Espagne il sert à l'armée de Dauphiné. Il prend le nom de régiment de Léon après avoir été donné en 1710 à N. de Rohan, Chevalier de Léon.
- Régiment de Pontcenat (1572-1573)

Ce régiment est levé en 1572 par N. de Pontcenat pour la quatrième guerre de Religion. Il participe au siège de Brouage, ou son mestre de camp est tué. Le régiment licencié le 24 juin 1573.
- Régiment de Pontcenat

Le régiment est levé en mai 1585, dans le cadre de la huitième guerre de Religion par N. de Pontcenat. Il sert en Guyenne et participe à la prise de Castillon. En 1587, se trouve aux batailles de Vimory et d'Auneau et devient un régiment ligueur. En 1589 il se trouve à l'attaque de Tours. Écrasé durant la bataille d'Ivry, en 1590, il est totalement détruit la même année près de Compiègne.
- Régiment de Pontchâteau

Ce régiment est levé le 21 juin 1640, dans le cadre de la guerre de Trente Ans, par N. de Pontchâteau. Il participe aux sièges d'Arras et d'Aire et est licencié en 1641.
- Régiment de Pontcourlay

C'est l'ancien régiment de Rabat, qui après avoir été donné à N. de Pontcourlay est renommé « régiment de Pontcourlay » en 1641. Il est licencié à la fin de 1642.
- Régiment de Ponthieu (1685-1749)

Le régiment est créé sous ce titre, le 16 juin 1685, et donné à Florent du Châtelet, comte de Lomond. Engagé dans la guerre de la Ligue d'Augsbourg, il est en garnison au Havre en 1689, à Saint-Malo de 1690 à 1692 puis il rejoint l'armée de Flandre, et assiste au siège de Charleroi en 1693, à la défense d'Huy en 1694, à la défense de Namur en 1695 et au siège d'Ath en 1697 et est donné le 1er mars 1697 à Claude, marquis de Céberet. Durant la guerre de Succession d'Espagne, il rejoint l'armée d'Italie en 1700 et se trouve à la bataille de Chiari en 1701, la bataille de Luzzara, à la prise de Guastalla en 1702, à la bataille de Castelnuovo en 1703 où il s'y distingue, ainsi qu'à la surprise de Finale et à l'affaire de La Mirandole toujours en 1703, aux sièges de Verceil, d'Ivrée et de Verrue en 1704, à la bataille de Cassano en 1705 et aux batailles de Calcinato et de Castiglione en 1706. Donné le 23 janvier 1707 à Jean-Hector de Faÿ, marquis de La Tour-Maubourg, il passe à l'armée de Dauphiné jusqu'à la paix. Il est donné le 7 décembre 1715 à Louis Neyret, marquis de La Ravoye. Le régiment se trouve au camp d'Aimeries-sur-Sambre en 1732 puis il rejoint l'armée du Rhin en 1733, participe au siège de Philippsbourg en 1734 et y reste en garnison après sa prise, et y demeure pendant le reste de la campagne. Il est donné le 1er mars 1738 à Nicolas, marquis de Joyeuse, et le 16 juin 1740 à Jean-Armand, vicomte de Joyeuse. Dans le cadre de la guerre de Succession d'Autriche, il rejoint l'armée de Westphalic en 1741, passe en Bavière en 1742 et fait la campagne de 1744 en Alsace et les campagnes de 1745, 1746 et 1747, sur les côtes puis il participe au siège de Maastricht en 1616. Il est incorporé le 10 février 1749, la compagnie des grenadiers dans le régiment des Grenadiers de France et le reste dans le régiment de Provence. Le « régiment de Ponthieu » avait neuf drapeaux : ceux d'ordonnance étaient de couleur aurore, avec une traverse verte dans chaque carré. Il portait habit complet gris-blanc, parements rouges, boutons et galon de chapeau d'argent.

Régiment de Ponthieu (1685-1749)
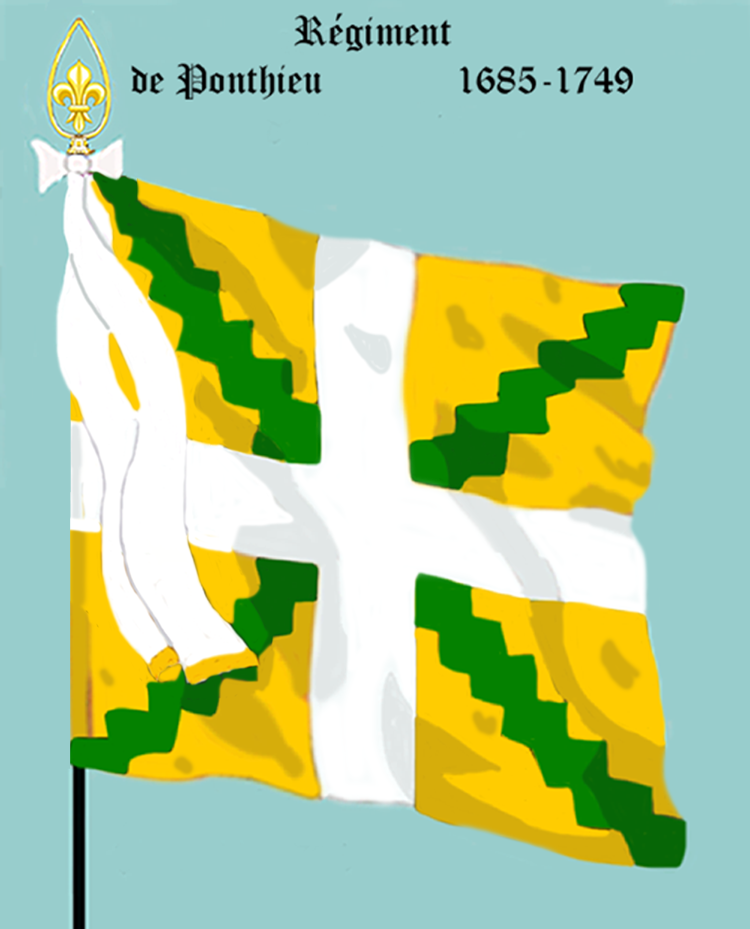
de 1685 à 1749

- Régiment de Ponthieu (1775-1776)

Le « régiment de Ponthieu » est formé sous ce titre, par ordonnance royale du 26 avril 1775, avec les 1er et 3e bataillons du régiment de Champagne. Il prend, le 31 mars 1776, le titre de régiment d'Austrasie.

Régiment de Ponthieu
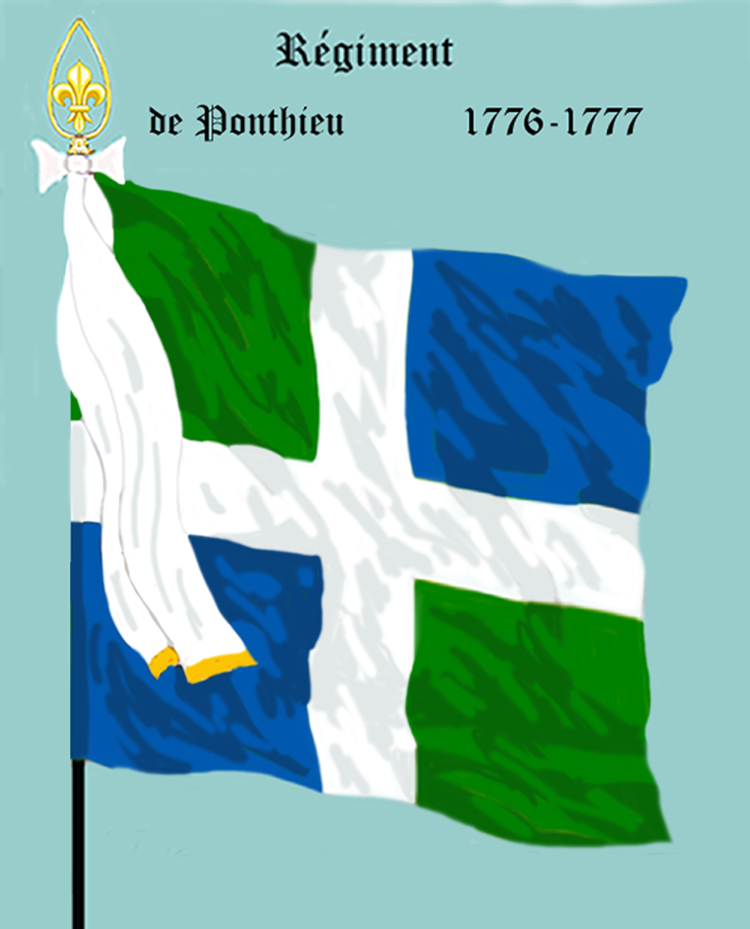
régiment de Ponthieu en 1776

- Régiment de Pontis

Ce régiment est levé le 18 août 1644, par Louis de Pontis dans le cadre de la guerre de Trente Ans. Affecté à l'armée d'Italie, il est licencié la même année.
- Régiment de Porlier 

C'est l'ancien régiment de Salis (1672-1690), qui est renommé « régiment de Porlier » en 1690 et qui prend le nom de régiment de Reynold (1692-1702) le 30 septembre 1692.

Régiment de Porlier
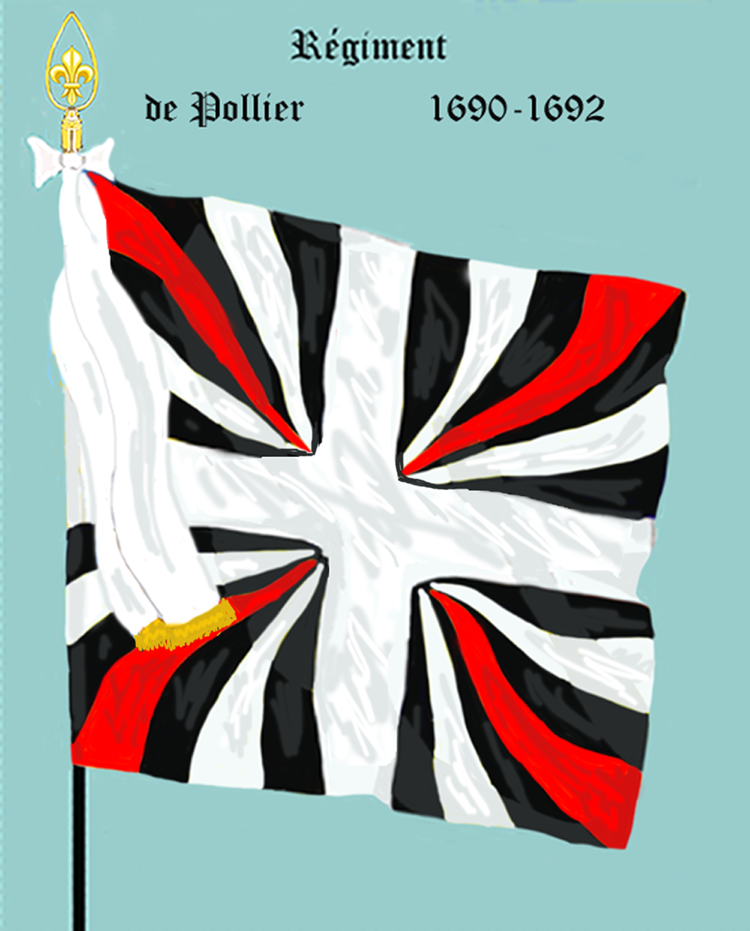
de de 1690 à 1692

- Régiment du Port-au-Prince

Ce régiment est formé sous ce titre le 18 août 1772, avec une partie de l'ancienne légion de Saint-Domingue, pour le service de la colonie de Saint-Domingue. Le « régiment du Port-au-Prince » est devenu sous la Révolution le 110e régiment d'infanterie de ligne.
- Régiment de Port-Louis

Ce régiment est créé sous ce titre le 18 août 1772 pour le service des colonies de la mer des Indes. Il est incorporé le 21 janvier 1775 dans le régiment colonial de l'Île-de-France. Le régiment portait l'habit blanc à revers, parement, collet et revers de drap vert de Saxe.
- Régiment de Portes

C'est l'ancien régiment de Montmorency (1600-1601), qui est rétabli le 24 avril 1610 sous le nom de régiment de Portes par Antoine Hercule de Budos, marquis de Portes, dans le cadre de la guerre de Succession de Juliers. Cassé le 23 juin 1610 il est rétabli 12 juin 1613 puis re-cassé 1er juin 1614 quelques mois avant le traité de Xanten. Rétabli une nouvelle fois le 15 août 1615, il sert toujours dans le Midi et participe, dans le cadre de la 1re rébellion protestante, en 1622 au siège de Montpellier sous le commandement du duc Henry de Montmorency, gouverneur du Languedoc et se fait appeler régiment de Languedoc.
- Régiment de Potonville 

C'est un régiment ligueur, levé en mai 1594, dans le cadre de la huitième guerre de Religion, par N. chevalier de Potonville. Il sert en Bretagne et est licencié la même année.
- Régiment de Poudenx (1642-1645)

C'est l'ancien régiment de Villandry, qui est renommé « régiment de Poudenx » en 1642 et qui prend le nom de régiment de Navailles en 1645.
- Régiment de Poudenx (1689-1645)

Le régiment est formé 1er janvier 1689 des milices de Bordeaux, par Henri, vicomte de Poudenx. Dans le cadre de la guerre de la Ligue d'Augsbourg, il sert à l'armée des Alpes. Il prend le nom de régiment de La Bastide en 1692 après avoir été donné à N. de La Bastide.
- Régiment de Poyanne (1653-1653)

Ce régiment est levé le 15 juillet 1653 N. de Poyanne. Affecté à l'armée de Guyenne il est licencié la même année.
- Régiment de Poyanne (1702-1714)

Ce régiment est levé le 3 septembre 1702 N. marquis de Poyanne. Engagé dans la guerre de Succession d'Espagne, il sert toujours dans les places. Il est licencié en 1714 après la paix.
- Régiment de Poyet 

C'est un régiment protestant, formé en septembre 1568, dans le cadre de la troisième guerre de Religion, par le capitaine Poyet. En 1569, il participe à la bataille de La Roche-l'Abeille puis en 1570 il est engagé au combat de Sainte-Gemme et aux sièges de Brouage et de Saintes. Il est licencié le 8 août 1570 à la paix de Saint-Germain-en-Laye.
- Régiment de Praromann (1606-1606) 

Ce régiment est amené en avril 1606, par N. de Praromann, pour l'expédition de Sedan. Il est congédié la même année.
- Régiment de Praromann (1642-1648) 

Ce régiment suisse, sous le commandement du colonel, Nicolas-Jacques de Praromann, est admis au service de France en février 1642 pour participer à la guerre de Trente Ans. Il participe à la bataille de Fribourg en 1644 puis il passe à l'armée de Catalogne en 1645, il prend le nom de régiment de Reynold après avoir été donné en 1648 à Jean-Antoine Reynold.
- Régiment de Praslin

Le régiment est levé en 1628, dans le cadre de la guerre de Trente Ans, par N. du Plessis, marquis de Praslin. Il sert en Piémont et est réformé en 1629. Rétabli en 1632 il est mis en garnison à Calais puis il est licencié en 1632.
- Régiment de Pratamano 

Ce régiment italien passe le 1er février 1707 de la solde de l'Espagne à celle de France. Sous le commandement du colonel N. Pratamano, il est engagé dans la guerre de Succession d'Espagne et sert dans l'armée de Flandre. Il prend le nom de régiment de Caraffa après avoir été donné le 31 août 1711 à N. Caraffa.
- Régiment de Pravaud

Ce régiment est levé, dans le Dauphiné, en 1591, dans le cadre la huitième guerre de Religion, par N. de Pravaud qui est tué devant Exilles en 1593. Le régiment sert sous le commandement du connétable et maréchal de Lesdiguières jusqu'en 1597, année de son licenciement.
- Régiment de Préaux (1568-1570) 

C'est un régiment protestant, formé en septembre 1568, dans le cadre de la troisième guerre de Religion, par Hector de Préaux. Il sert en Poitou et est licencié le 8 août 1570 à la paix de Saint-Germain-en-Laye.
- Régiment de Préaux (1588-1590) 

C'est l'ancien régiment de Neuvy, qui est renommé « régiment de Préaux » en 1588 après la mort de son mestre de camp, Bertrand de Mellet de Fayolles de Neuvy, remplacé par Hector de Préaux qui donne son nom au régiment. Cette même année il se trouve à la reprise de Marans, à la défense de Montaigu, aux prises de Niort, de Maillezais et de Châtellerault. Mis en garnison à Châtellerault, il est licencié en 1590.
- Régiment de Preston 

Ce régiment irlandais, est levé le 18 juin 1647 et amené le 10 juillet 1647 par Jacques Preston de Turat, vicomte Preston pour participer à la guerre franco-espagnole. Affecté à l'armée de Flandre en 1647, il rejoint l'armée d'Italie en 1653 avec laquelle il se trouve au siège de Valenza en 1656. Il est licencié en 1662.
- Régiment de Priemski 

Ce régiment polonais, sous le commandement du colonel N. Priemski, est admis au service de France le 27 février 1646. Dans le cadre de la guerre de Trente Ans, il participe au siège de Dunkerque en 1646, au siège de Dixmude en 1647, au siège d'Ypres et bataille de Lens en 1648. Le cardinal Mazarin s'adjuge le 22 février 1649 ce régiment qui prend le titre de régiment Mazarin-Polonais. La charge de colonel-général de l'infanterie polonaise, créée le 14 avril 1648 et supprimée en 1654, a été occupée par Jean Wladislas, prince Radziwill.
- Régiment Prince Almeric 

Le régiment est levé le 26 janvier 1658, par Almeric d'Este de Modène dans le cadre de la guerre franco-espagnole. Affecté à l'armée d'Italie, il participe au siège de Mortare en 1658. Reconstitué le 16 décembre 1659 avec des compagnies des corps réformés, il est licencié le 12 avril 1661.
- Régiment Prince Alphonse 

Le régiment est levé le 26 janvier 1658, par Alphonse d'Este de Modène dans le cadre de la guerre franco-espagnole. Affecté à l'armée d'Italie, il participe au siège de Mortare en 1658. Reconstitué le 16 décembre 1659 avec des compagnies des corps réformés, il est licencié le 12 avril 1661.
- Régiment du Prince de Hesse 

Ce régiment allemand est levé le 20 février 1657 sur le pied de 20 compagnies, par Georges-Chrétien, prince de Hesse-Hombourg, dans le cadre de la guerre franco-espagnole. Affecté à l'armée de Flandre, il se trouve au siège de Dunkerque et à la bataille des Dunes en 1658. Il est licencié le 20 juillet 1660.
- Régiment du Prince de Lamballe

C'est l'autre nom du régiment de Lamballe
- Régiment du Prince Rupert 

Ce régiment anglais, est levé le 14 mars 1647 par Rupert de Bavière, comte palatin du Rhin pour participer à la guerre franco-espagnole. Affecté à l'armée de Flandre, il est incorporé le 12 novembre 1648 dans le régiment de Rokeby.
- Régiment du Prince de Salm 

Ce régiment allemand est levé le 20 février 1657 par Frédéric, prince de Salm, dans le cadre de la guerre franco-espagnole. Affecté à l'armée de Flandre, il se trouve au siège de Dunkerque et à la bataille des Dunes en 1658. Il est licencié le 20 juillet 1660.
- Régiment de Provence (1635-1636)

C'est l'ancien régiment de Carces, qui est renommé « régiment de Provence » le 8 décembre 1635 lieu où il séjourne habituellement et qui reprend le nom de « régiment de Carces » au début de la guerre de Trente Ans. En 1636 il assimile le régiment de Montmèjean.

Régiment de Provence (1684-1770)
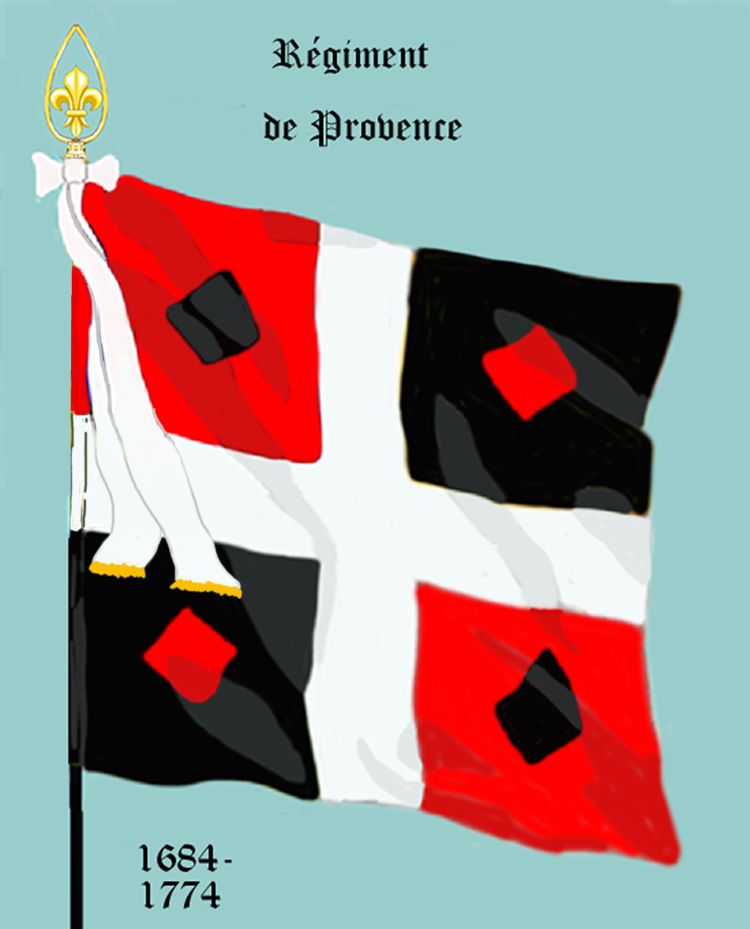
régiment de Provence de 1684 à 1770

C'est l'ancien régiment de Grignan, qui est renommé « régiment de Provence » le 15 juin 1684. Le 18 novembre 1698, il reçoit l'incorporation du régiment de Courville. Le 10 février 1749, il reçoit l'incorporation du régiment de Ponthieu (1685-1749). Le « régiment de Provence » prend le nom de régiment du Comte de Provence le 12 novembre 1770.
- Régiment de Provence (1684-1770)
- régiment de Provence de 1684 à 1770

- Régiment de Provence (1776-1780)

Ce régiment est formé, le 25 mars 1776, avec les 1er et 3e bataillons du régiment de Picardie. Par ordonnance du 30 janvier 1778, une compagnie du régiment forme le régiment des grenadiers royaux du Languedoc (1778-1789). Le 5 avril 1780, ou il reprend le titre de régiment de Picardie.
- Régiment de Provence

C'est l'ancien régiment de Blaisois, qui est renommé « régiment de Provence » en 1785 et qui est devenu depuis la Révolution le 4e régiment d'infanterie de ligne.

Régiment de Provence
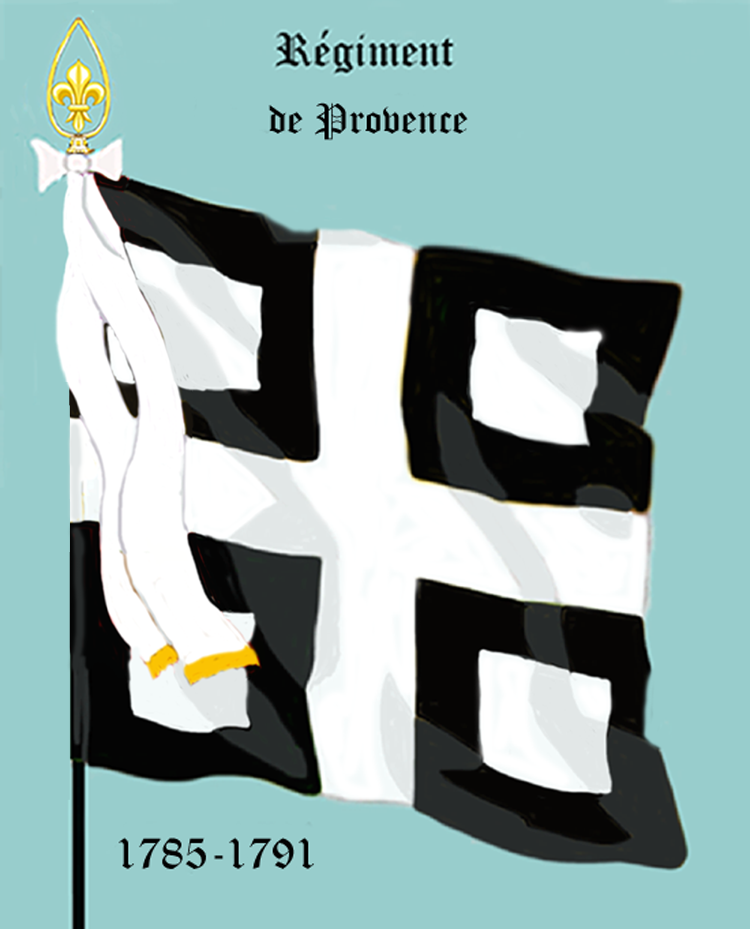
de 1785 à 1791

- Régiment de Provenchères

C'est l'ancien régiment de Roze, qui est renommé « régiment de Provenchères » en 1704 après avoir été donné à N. de Provenchères et engagé dans la guerre de Succession d'Espagne. Il prend le nom de régiment d'Ussy après avoir été donné le 19 janvier 1706 à Pierre-Jean de Carcavy d'Ussy.
- Régiment de Provilly

Ce régiment est levé le 17 janvier 1595, dans le cadre de la huitième guerre de Religion, par N. de Provilly. Il est détruit à Doullens le 24 juillet de la même année.
- Milices provinciales

Les milices provinciales sont levées en 1597, durant la guerre franco-espagnole par le duc de Sully. D'autre seront levées en 1636, pendant la guerre de Trente Ans par le duc de Richelieu, en 1667 et en 1688, dans le cadre de la guerre de la Ligue d'Augsbourg, ou, pour la première fois 25 000 hommes sont formés en 35 régiments d'un seul bataillon. Une ordonnance du 26 janvier 1701 prescrivit la levée de 57 bataillons de miliciens. Après la guerre de la Quadruple-Alliance ou une levée de 23 400 hommes destinés à compléter les régiments d'infanterie, le Conseil supérieur de la guerre s'occupa sérieusement d'organiser d'une manière régulière et permanente le service des milices, et, le 25 février 1726, parut une ordonnance royale qui créait 93 bataillons de douze compagnies chacun. En 1733, dans la guerre de succession de Pologne, le nombre des bataillons de milices est porté à 123. En 1734, 80 de ces bataillons forment 40 régiments à deux bataillons. Les autres restent séparés et font le service ries garnisons de l'intérieur. Cette organisation régimentaire donne lieu à la création des grenadiers miliciens. À la paix de 1738, les milices sont réorganisées en 100 bataillons, puis il est porté à 112 en 1741. En 1742, 36 000 hommes miliciens vont remplacer en Bohême les soldats moissonnés par la guerre. Le 30 janvier 1744, les bataillons de milices de Mirecourt et de Neufchâteau forment deux régiments de ligne sous les titres de Royal-Lorraine et Royal-Barrois. Le 10 avril 1745, les 110 compagnies de grenadiers sont réunies et forment onze régiments de 10 compagnies, qui prennent le titre de Grenadiers royaux, auquel s'ajoute pour chacun d'eux le nom du colonel. Le « milices provinciales » prennent le titre de troupes provinciales par ordonnance royale du 4 août 1771.
- Régiments provinciaux et bataillons provinciaux également appelés troupes provinciales

Créés par ordonnance royale du 4 août 1771, ils correspondent aux anciennes milices provinciales. Les troupes provinciales formaient la réserve des régiments entretenus de l'infanterie. Par l'ordonnance du Date|30|janvier|1778, les 106 bataillons de troupes provinciales reçurent une nouvelle et dernière organisation. Vingt-six bataillons composèrent treize régiments à deux bataillons, savoir : sept regiments provinciaux d'artillerie, destinés à doubler les sept régiments du Corps royal et à servir de préférence le canon de bataille; cinq régiments d'État-major annexés au corps du Génie et le régiment de la Ville de Paris. À ces treize régiments s'ajoutait le régiment provincial de la Corse, qui comptait à part. Les quatre-vingts bataillons restants étaient attachés, comme bataillons de garnison, aux soixante dix-neuf régiments d'infanterie française. Les régiments provinciaux sont supprimés par décret du 4 mars 1791 et la loi du 20 mars 1791 de l'Assemblée constituante. L'uniforme donné aux « troupes provinciales » se compose, d'habit, revers, doublure, veste et culotte blancs; collet et parements bleu de roi; poches en travers à quatre boutons, les deux du milieu rapprochés; six petits boutons au revers, disposés de deux en deux; quatre gros au-dessous du revers et autant sur le parement, aussi de deux en deux; boutons blancs timbrés du no 86, et, au-dessous, du numéro d'ordre du régiment; chapeau bordé d'argent.
- Régiment de Pujol

Le régiment est levé le 3 septembre 1702 par N. Pujol. Engagé dans la guerre de Succession d'Espagne, il prend le nom de régiment de Puységur (1706-1708) après avoir été donné en 1706 à N. de Puységur.
- Régiment de Purpurato 

Le régiment est levé, par ordre du 27 octobre 1567, par Alexandre Purpurato, dans le cadre de la deuxième guerre de Religion. Après avoir participé à la prise de Mâcon, il passe en Champagne en janvier 1568 et est licencié le 13 mars 1568.
- Régiment de Puyferrat

Le régiment est levé, en mai 1585, par N. de Puyferrat, dans le cadre de la huitième guerre de Religion. Il sert en Guyenne et se participe au siège de Castillon en 1586. Devenu ligueur en 1587 il sert en Angoumois en 1589 et disparait à partir de cette année.
- Régiment de Puygaillard

Le régiment est levé en Poitou, le 1er mars 1574, par Jean de Léaumont de Puygaillard, dans le cadre de la cinquième guerre de Religion. Il sert en Poitou et est licencié après la campagne de 1575.
- Régiment de Puy-Greffier 

C'est un régiment protestant, levé à Confolens en octobre 1567, dans le cadre de la deuxième guerre de Religion, par Tanneguy du Bouchet de Puy-Greffier, dit Saint-Cyr et est immédiatement engagée dans la bataille de Saint-Denis. En 1569, il participe aux batailles de Jarnac et de Moncontour où son colonel, Tanneguy du Bouchet de Puy-Greffier, dit Saint-Cyr, est tué. Le régiment est licencié le 8 août 1570 à la paix de Saint-Germain-en-Laye.

Régiment de Puyguyon
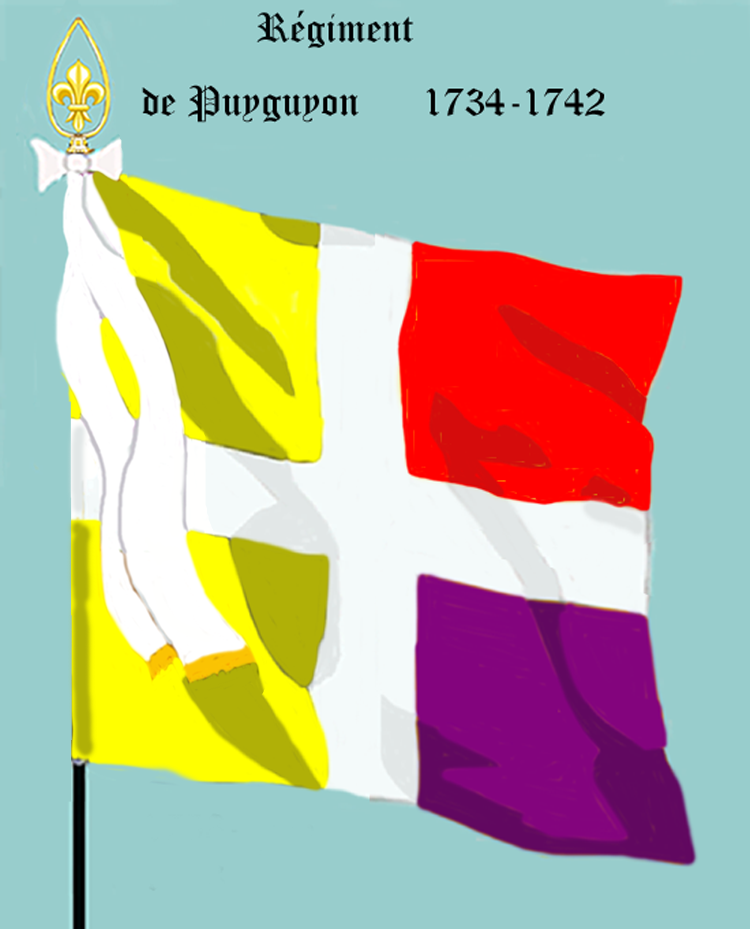
de 1734 à 1742

C'est l'ancien régiment de Saint-Simon, qui est renommé « régiment de Puyguyon » le 25 novembre 1734 et qui prend le nom de régiment de Revel (1742-1745) le 9 août 1742.
- Régiment de Puyguyon
- de 1734 à 1742

- Régiment de Puymorin 

C'est un régiment ligueur, levé dans le Poitou, en janvier 1589, dans le cadre de la huitième guerre de Religion, par N. de Puymorin. Mis en garnison à Montmorillon, il en 1591.
- Régiment de Puynormand.

Ce régiment est créé le 13 décembre 1695 formé le 23 décembre 1695 du bataillon d'Arnaud du régiment de Normandie, pour Hardouin de Gauffreteau de Puynormand. Engagé dans la guerre de la Ligue d'Augsbourg, il sert à l'armée de Flandre et participe au siège d'Ath en 1697. Il est réformé le 18 novembre 1698.
- Régiment de Puységur (1706-1708)

C'est l'ancien régiment de Pujol, qui est renommé « régiment de Puységur » après avoir été donné en 1706 à N. de Puységur. Engagé dans la guerre de Succession d'Espagne, il sert dans l'armée de Dauphiné et prend le nom de régiment de Léotaud après avoir été donné en 1708 à N. de Léotaud.
- Régiment de Puységur (1761-1762)

C'est l'ancien régiment de Lemps, qui est renommé « régiment de Puységur » le 30 novembre 1761 et qui prend le titre de régiment de Vivarais le 10 décembre 1762.

Régiment de Puységur
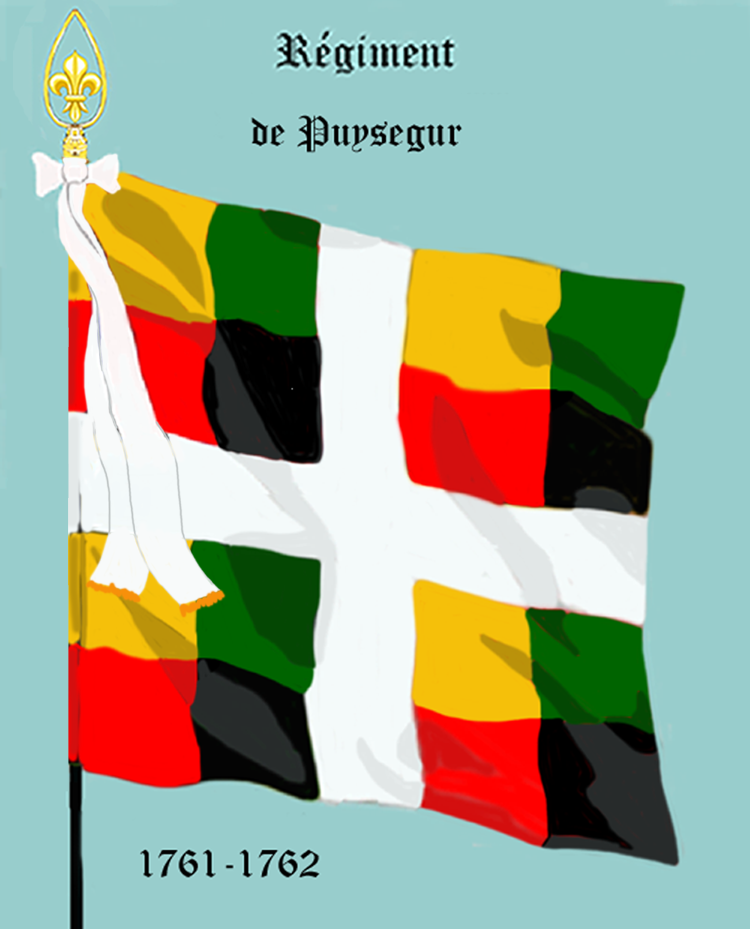
de 1761 à 1762

- Régiment de Puyserguier

Ce régiment est levé, le 21 mai 1620, par N. de Puyserguier, dans le cadre des Rébellions huguenotes. En 1621, il participe à l'attaque de Privas puis aux sièges de Saint-Jean-d'Angély, de Clérac et de Montauban. En 1622, il se trouve aux sièges de Saint-Antonin et de Montpellier. En 1629 et 1630, il effectue les campagnes de Savoie dans le cadre de la guerre de Succession de Mantoue puis il est mis en garnison à Pignerol après le traité de Cherasco. En 1633, il participe à la campagne de Lorraine et est donné la même année à N. de Saint-Bonnet de Restinclières dont il prend le nom et est licencié la même année.
- Régiment de Puy-Viant 

C'est un régiment protestant, formé dans le Poitou en septembre 1568, dans le cadre de la troisième guerre de Religion, par N. de Puy-Viant. Écrasé à la bataille de Jarnac en 1569 on le retrouve néanmoins à la défense de Niort puis au siège de Saintes en 1570. Il est licencié le 8 août 1570 à la paix de Saint-Germain-en-Laye.